# Canon EF

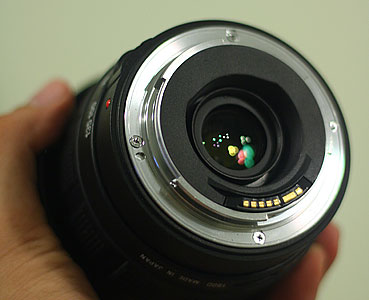
Кріплення Canon EF на об'єктиві, класичний варіант

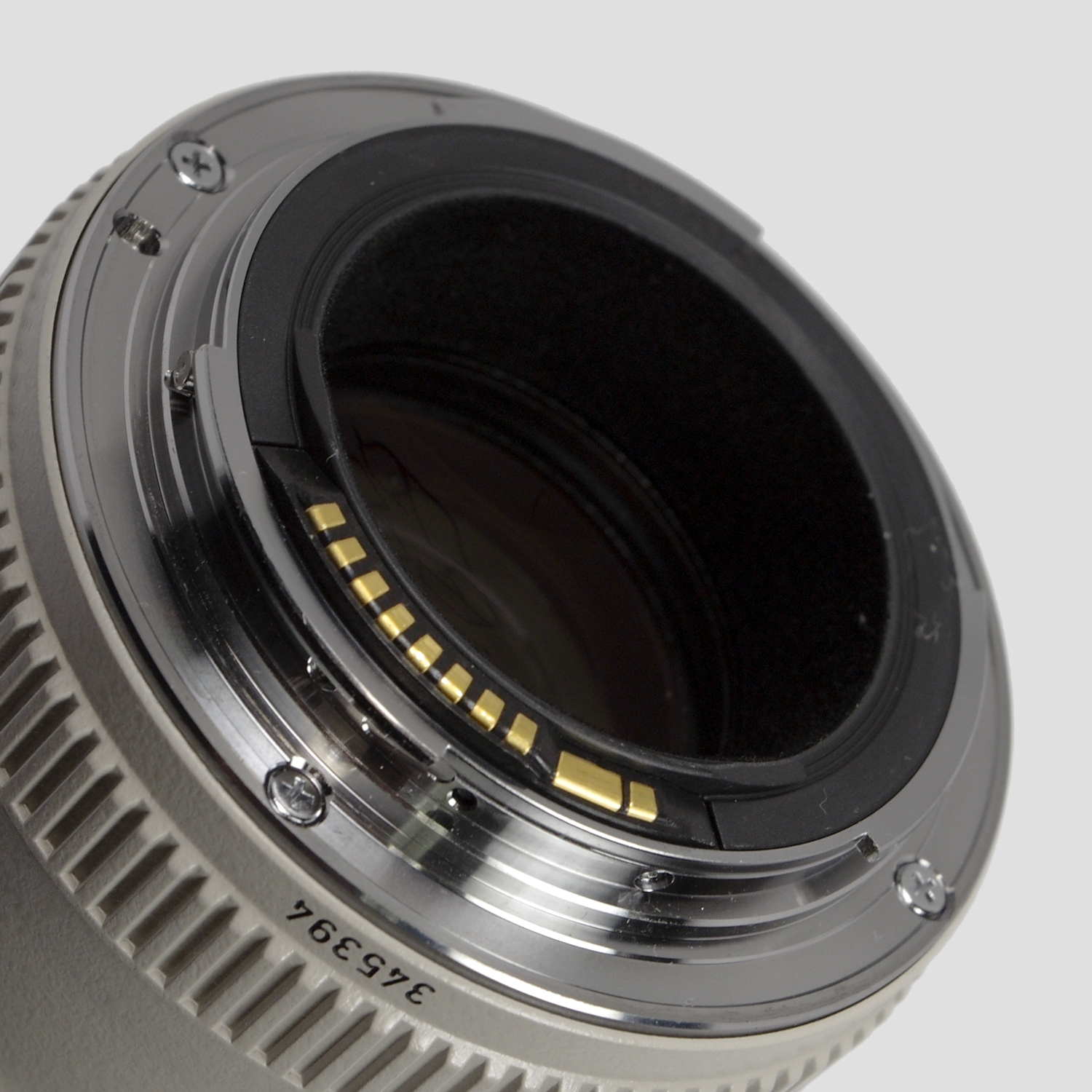
Кріплення Canon EF на об'єктиві з трьома додатковими контактами

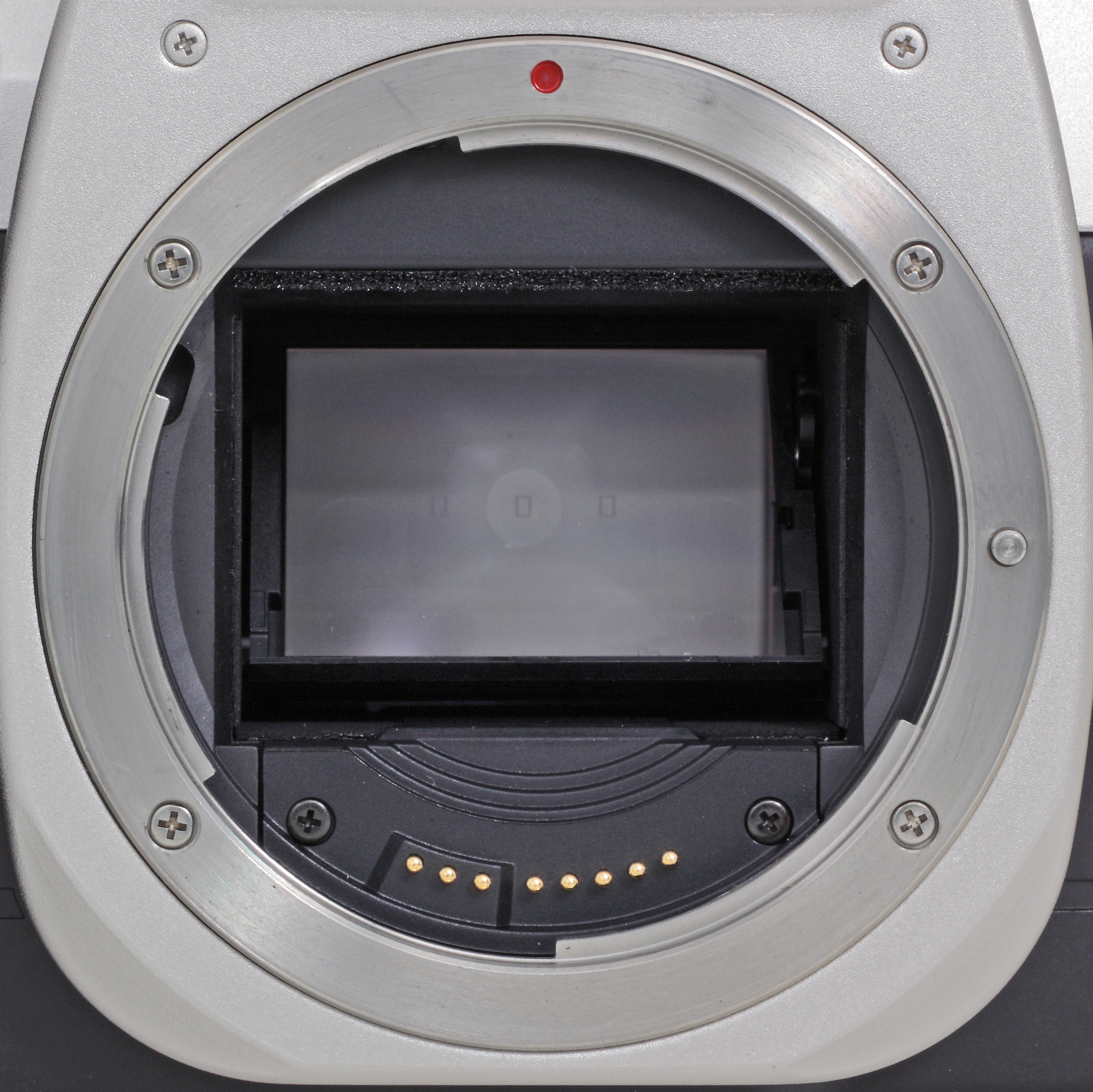
Кріплення Canon EF на фотоапараті Canon EOS 50

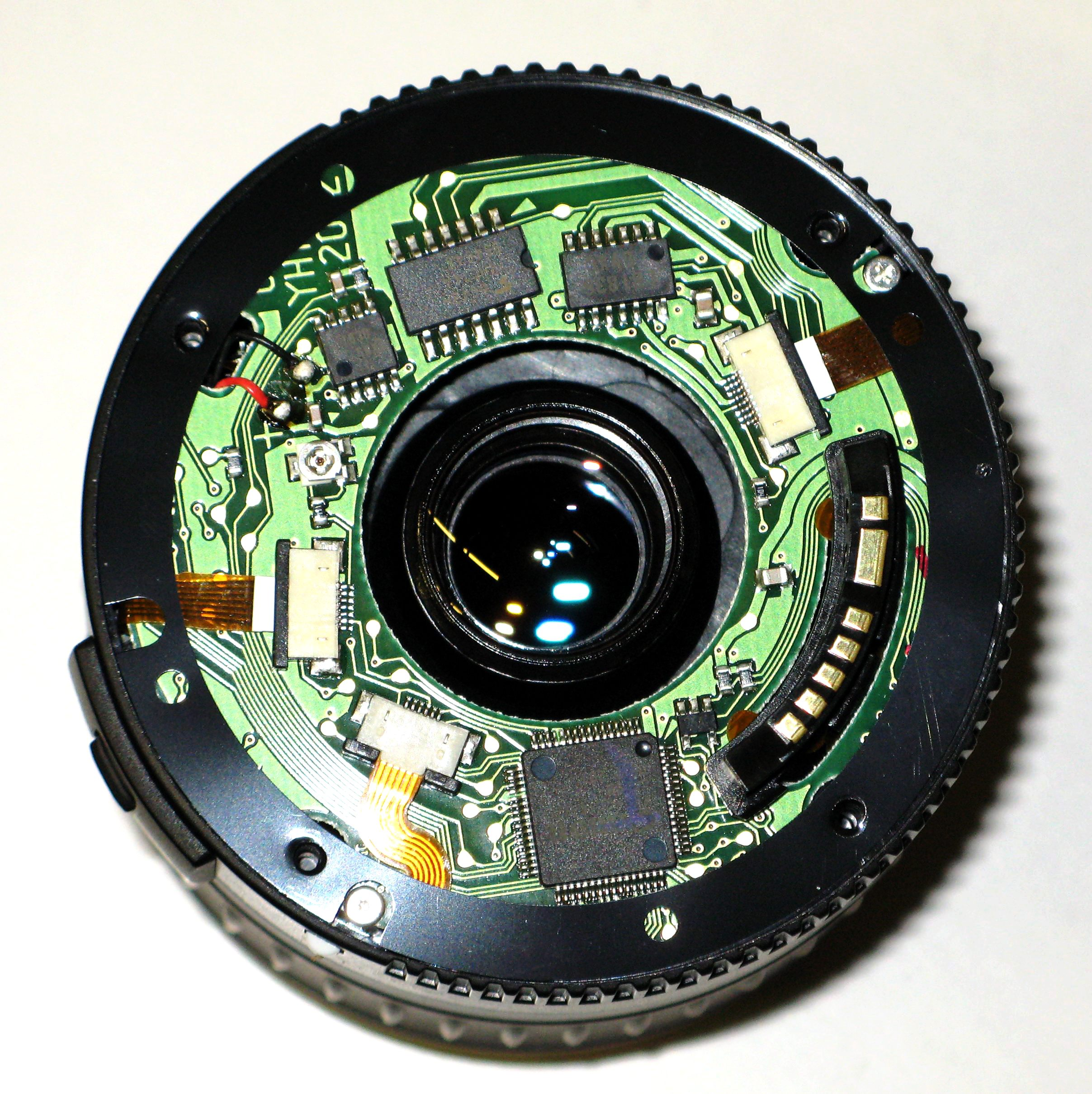
Електроніка об'єктиву з байонетом EF

Canon EF – байонетне кріплення об'єктиву фотоапаратів серії Canon EOS, а також назва сімейства відповідних об'єктивів.
Абревіатура EF походить від англ. Electro-Focus («електрофокус»). Рухомі механічні з'єднання між камерою та об'єктивом відсутні, керування здійснюється через спеціальні контакти, передбачені конструкцією кріплення. Ця технологія дозволяє електроніці камери проводити фокусування об'єктива і керувати діафрагмою за допомогою вбудованих в об'єктив електроприводів.
Діаметр байонета 54 мм, тип кріплення — штиковий (використовується три несиметричні спрямовані всередину пелюстки). Робочий відрізок байонета Canon EF - 44 мм.

## Історія байонета EF

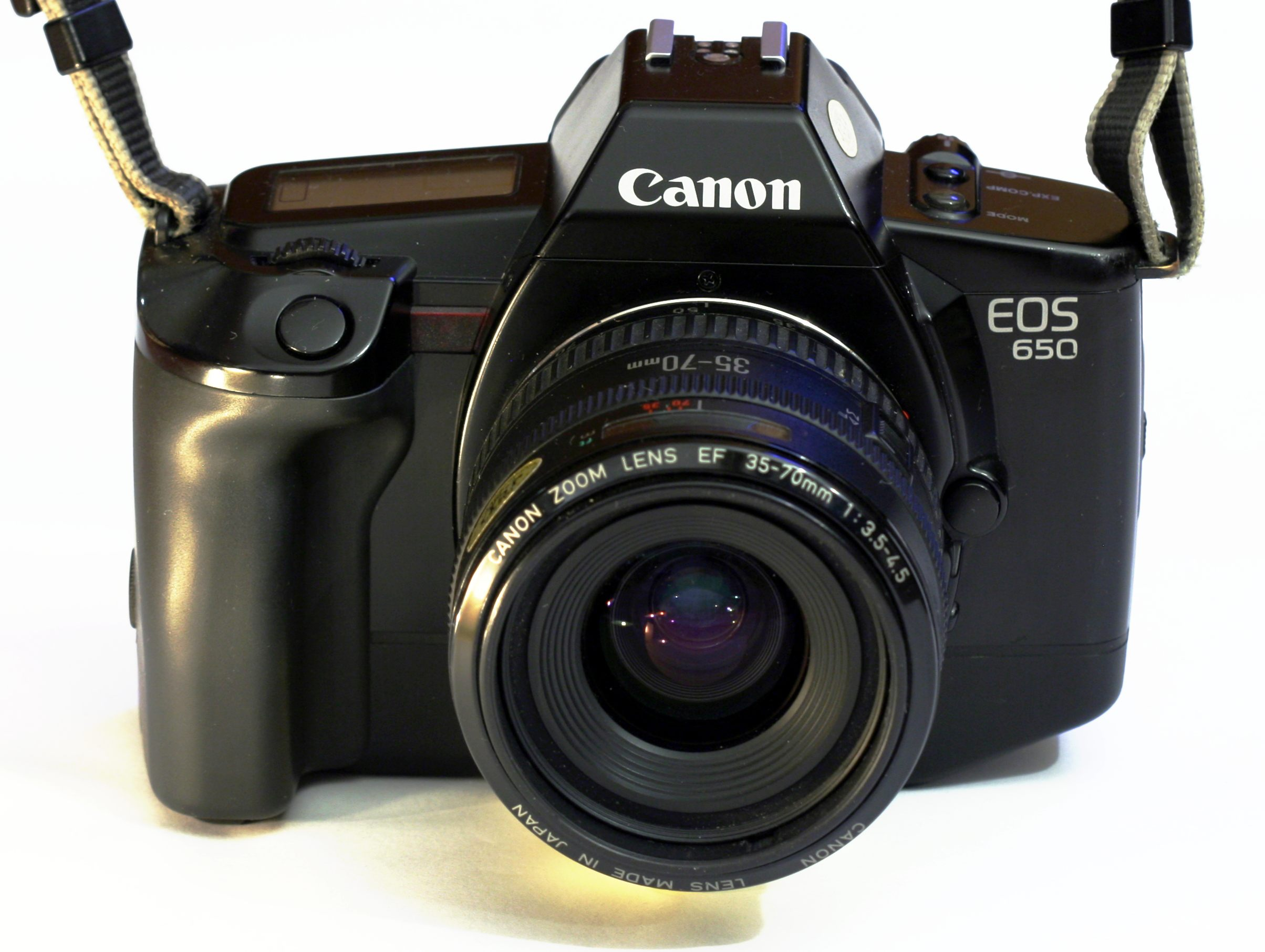
Фотоапарат Canon EOS 650 з об'єктивом EF 35-70 мм f/3.5-4.5

Байонет EF вперше з'явився 1987 року на фотоапараті Canon EOS 650 і змінив застарілий Canon FD (не сумісний із EF). Основною відмінністю байонета EF від попередніх є повна відсутність будь-яких механічних зв'язків об'єктива з камерою, замість яких використані лише електричні з'єднання за допомогою контактів. Це досягнуто, зокрема, заміною механічного приводу діафрагми, що стрибає, електромагнітним виконавчим механізмом, вбудованим в об'єктив. Передача в експонометр значень світлосили, фокусної відстані та інших параметрів здійснюється електричними ланцюгами.
Привід системи автофокусу вбудований у кожен об'єктив, що стало революційним рішенням у фотоапаратобудуванні. До цього привод автофокусу вбудовувався в корпус фотоапарата, з'єднуючись з оправою об'єктиву спеціальною муфтою в кільці байонета. Найбільший виграш від такого рішення отримано на довгофокусних об'єктивах, важкі оправи яких вимагають потужніших двигунів для необхідної швидкодії. На момент появи байонет EF мав найбільший діаметр (54 мм) серед усіх 35-мм фотокамер . Такий діаметр, що значно перевершує діагональ малоформатного кадру, вперше дозволив будувати об'єктиви з великою задньою лінзою, що забезпечують телецентричність неосьових пучків у просторі зображень та прямовисне падіння світла по всій площі кадру. Телецентричні об'єктиви кращі при зйомці на багатошарові кольорові фотоплівки з внутрішнім кольороподілом. Пізніше ця можливість виявилася ще більш затребуваною у цифровій фотографії, забезпечивши оптиці Canon конкурентну перевагу перед фотосистемами з меншим діаметром байонета.
До кінця 2010 року компанія Canon випустила більше 50 різних об'єктивів EF, що охоплюють фокусні відстані від 8 до 1200 мм. У серпні 2012 року компанія відсвяткувала випуск 80-мільйонного об'єктиву серії EF.

### Canon EF-S

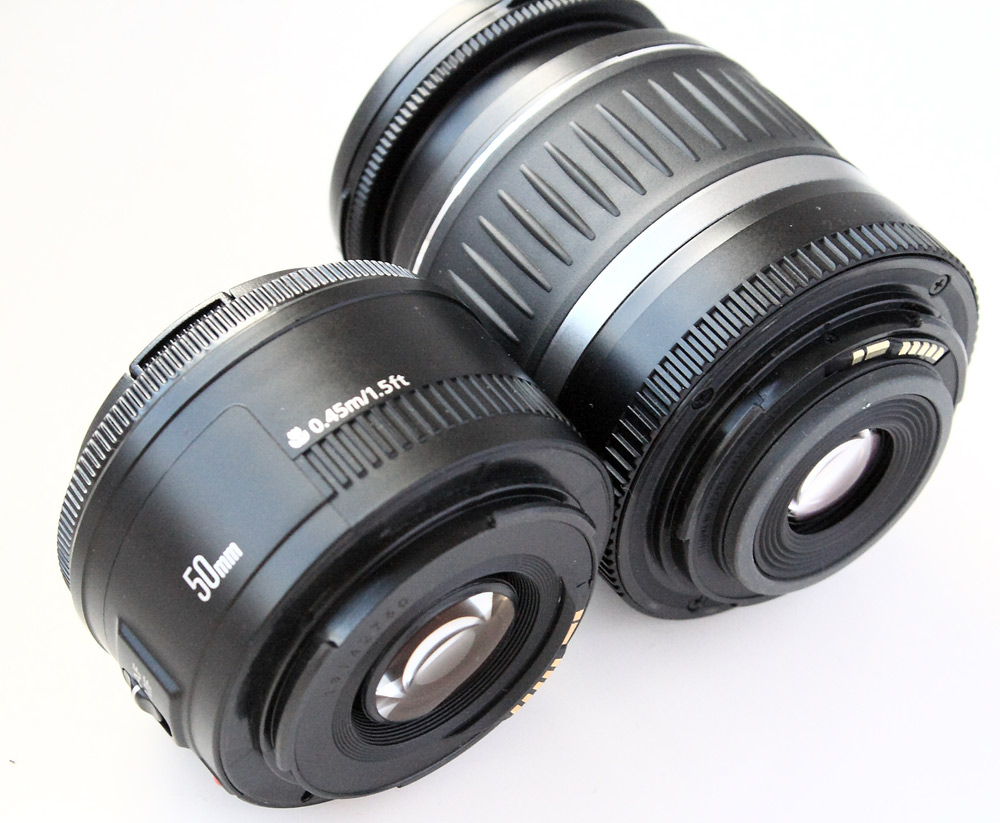
Об'єктиви з байонетом Canon EF (ліворуч) EF-S (праворуч)

Разом з появою 2003 року фотоапарата Canon EOS 300D компанія Canon випустила на ринок новий тип об'єктива: EF-S. Цей байонет є модифікацією EF і призначений спеціально для цифрових фотоапаратів із матрицею формату APS-C (кроп-фактор становить 1,6). Такі камери можуть використовувати як EF, так і EF-S об'єктиви. У той же час, дзеркальні фотоапарати Canon з повнокадровою матрицею і матрицею формату APS-H не сумісні з об'єктивами EF-S через конструктивні особливості.
На сьогоднішній день об'єктиви Canon EF-S можуть використовуватися з фотоапаратами Canon EOS 7D, 7D Mark II, 20D, 20Da, 30D, 40D, 50D, 60D, 60Da, 70D, 80D, 90D, 100D, 200D, 250D, 300D,  400D, 450D, 500D, 550D, 600D, 650D, 700D, 750D, 760D, 77D, 800D, 850D, 1000D, 1100D, 1200D, 1300D, 2000D і 4000D. Об'єктиви Canon EF-S також сумісні через перехідники з усіма бездзеркальними камерами Canon (у тому числі повнокадровими).

### Canon EF-M
У червні 2012 року компанією Canon представлений бездзеркальний цифровий фотоапарат Canon EOS M. Одночасно з камерою представлений байонет Canon EF-M, що є модифікацією Canon EF.
Робочий відрізок EF-M становить 18 мм, що значно менше, ніж 44 мм у байонета EF. EF-M має відмінне від EF кріплення, але допускає використання об'єктивів з кріпленням EF або EF-S через спеціальний адаптер.

### Canon RF
5 вересня 2018 року компанія анонсувала випуск бездзеркального фотоапарата Canon EOS R з повнокадровою матрицею та новим байонетом Canon RF. Новий байонет побудований на основі архітектури Canon EF, але має суттєві відмінності. При тому ж діаметрі кільця 54 мм укорочений робочий відрізок, який став рівний 20 мм. Крім того, до 12 збільшено кількість контактів.
Об'єктиви EF і EF-S сумісні з байонетом RF через перехідник (компанія Canon випускає кілька видів таких перехідників, включаючи перехідник із змінними вставними світлофільтрами).

### Сумісність та сторонні об'єктиви

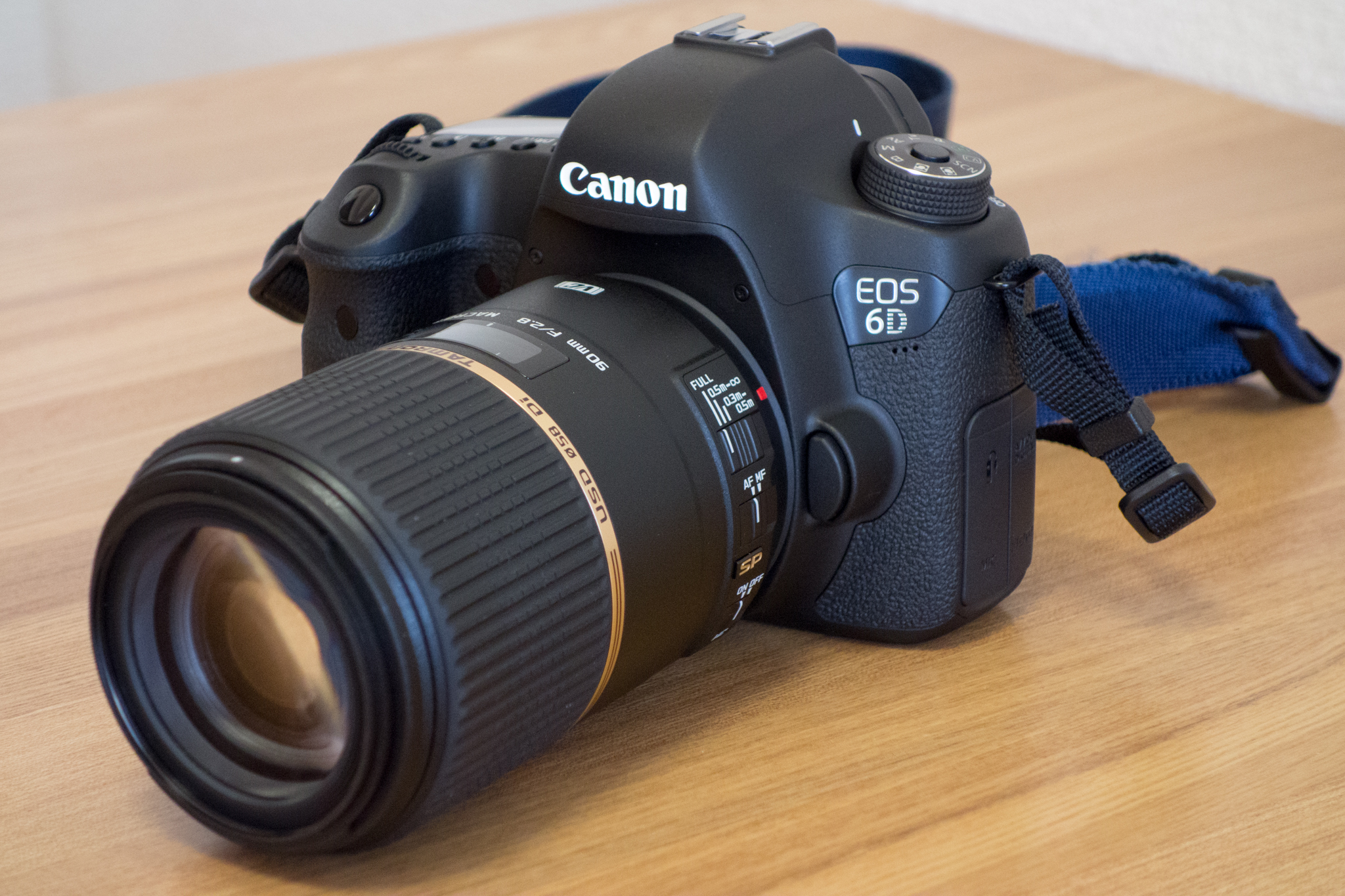
Canon EOS 6D з об'єктивом Tamron SP 90mm F2.8 Di MACRO 1:1 VC USD

Ряд сторонніх виробників: Sigma, Tamron, Tokina — випускають автофокусні об'єктиви з байонетом EF, ще кілька, включаючи Samyang, Carl Zeiss, Cosina — неавтофокусні. Підтримка електронного протоколу реалізується методом зворотної розробки, оскільки виробники не мають доступу до специфікацій Canon. Компанія Canon не гарантує коректну роботу об'єктивів сторонніх розробників на своїх фотоапаратах, більше того, Canon прописує у свої фотоапарати «відторгнення» до сторонніх об'єктивів, а сторонні виробники маскують свої об'єктиви під Canon-івські. Наприклад, Sigma 50/1.4 Art для Canon визначається фотоапаратами як 35/1,4. Після чергового оновлення прошивки у фотоапараті часто перестають працювати об'єктиви сторонніх виробників, які нормально працювали до цього.
За допомогою адаптер-перехідників стає можливим використання на камерах Canon EOS об'єктивів з іншими кріпленнями і більшим робочим відрізком (наприклад, байонет К (Pentax), Olympus OM, Nikon F, M42 тощо).
Оскільки робочий відрізок попереднього байонета Canon – Canon FD – менший, ніж у Canon EF (42 і 44 мм відповідно), використання таких об'єктивів без їхньої серйозної модифікації на камерах сімейства Canon EOS неможливе. Існують адаптери-перехідники з оптичними елементами (які по суті є «телеконверторами» з дуже малою кратністю збільшення) для об'єктивів сімейства FD, проте вони придатні тільки для довгофокусної оптики.

## Технології

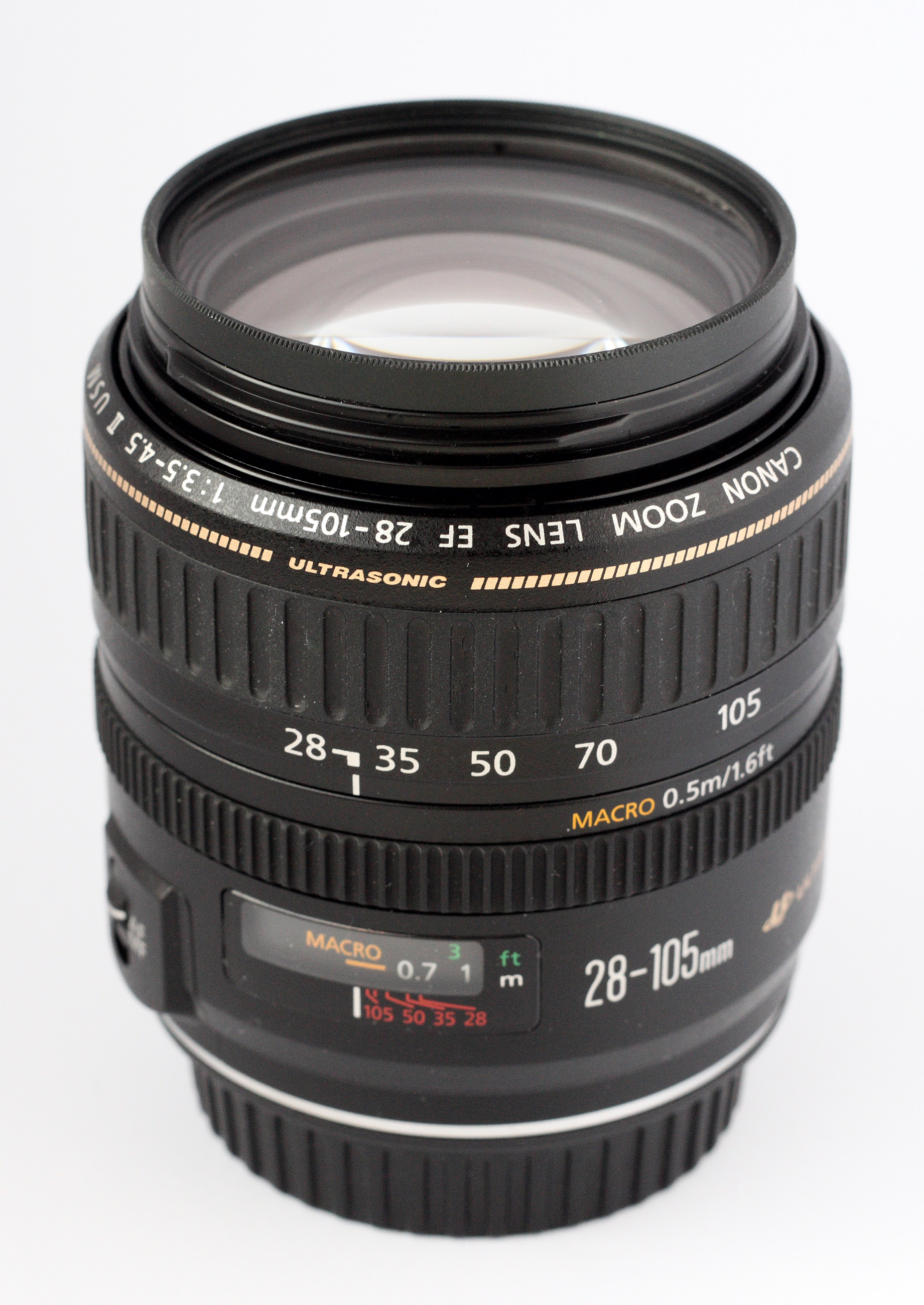
Об'єктив Canon 28-105 мм f/3.5-4.5 II USM. Видно золоте кільце та логотип Ultrasonic

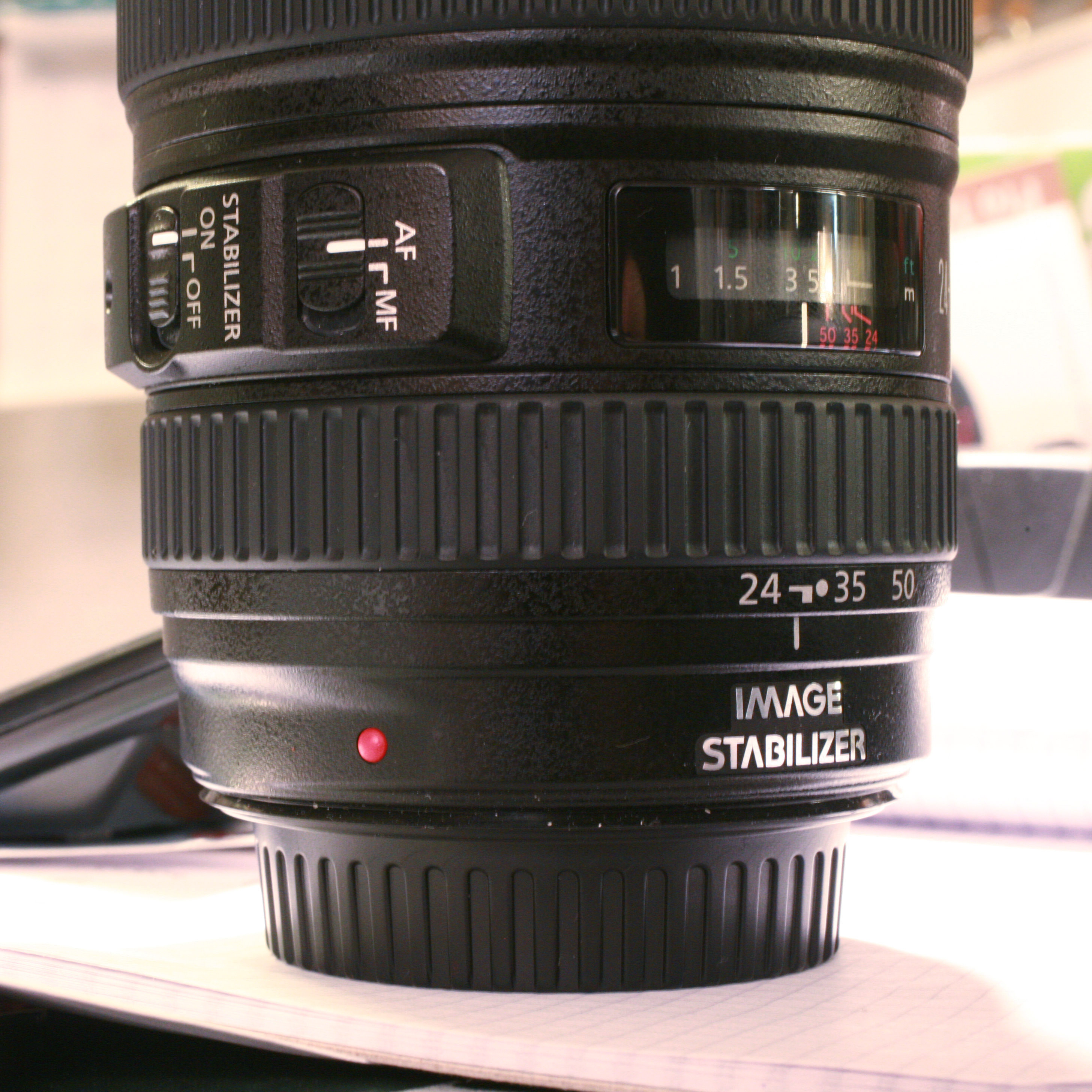
Перемикачі IS на об'єктиві 24-105 L IS USM

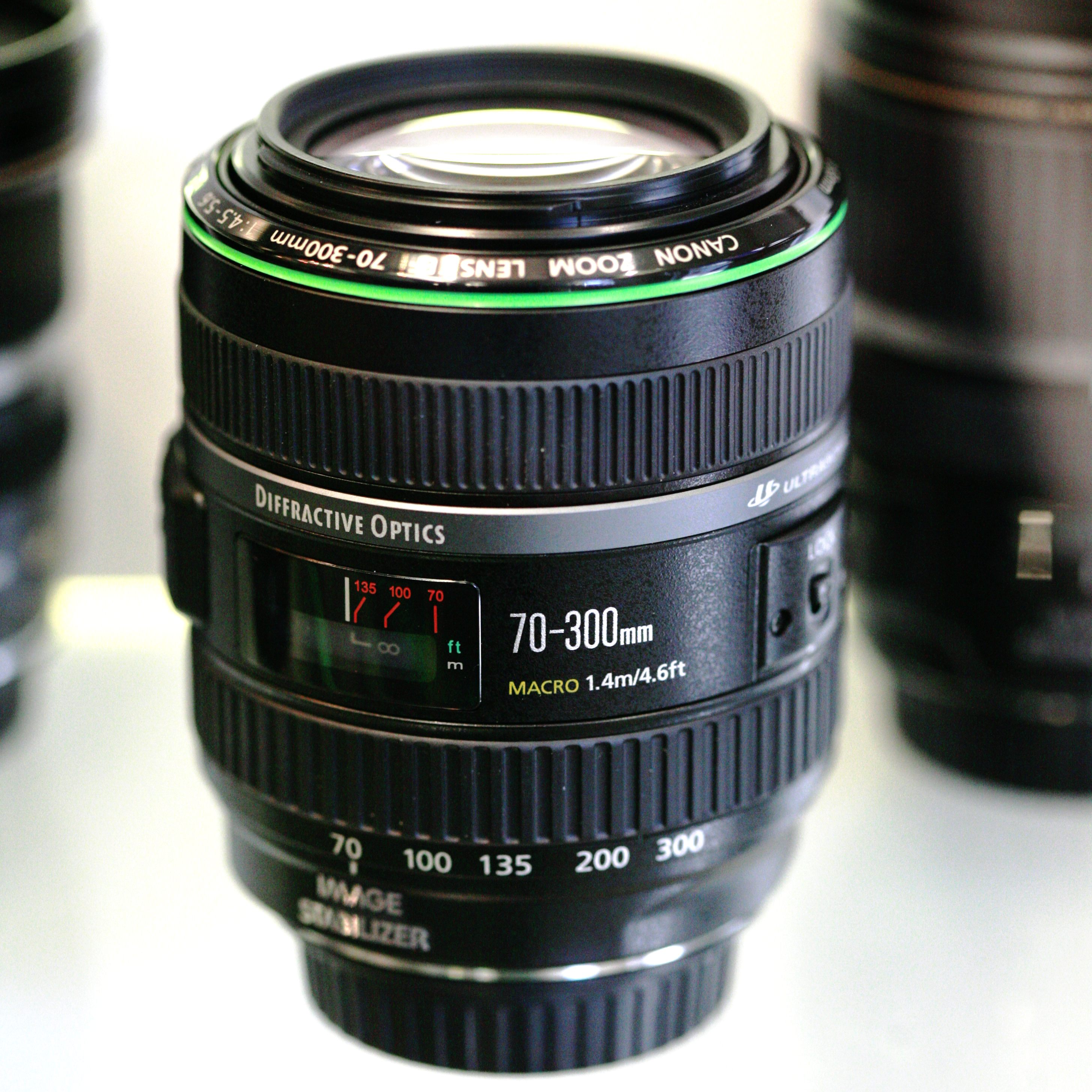
EF 70-300 мм f/4.5-5.6 DO IS USM

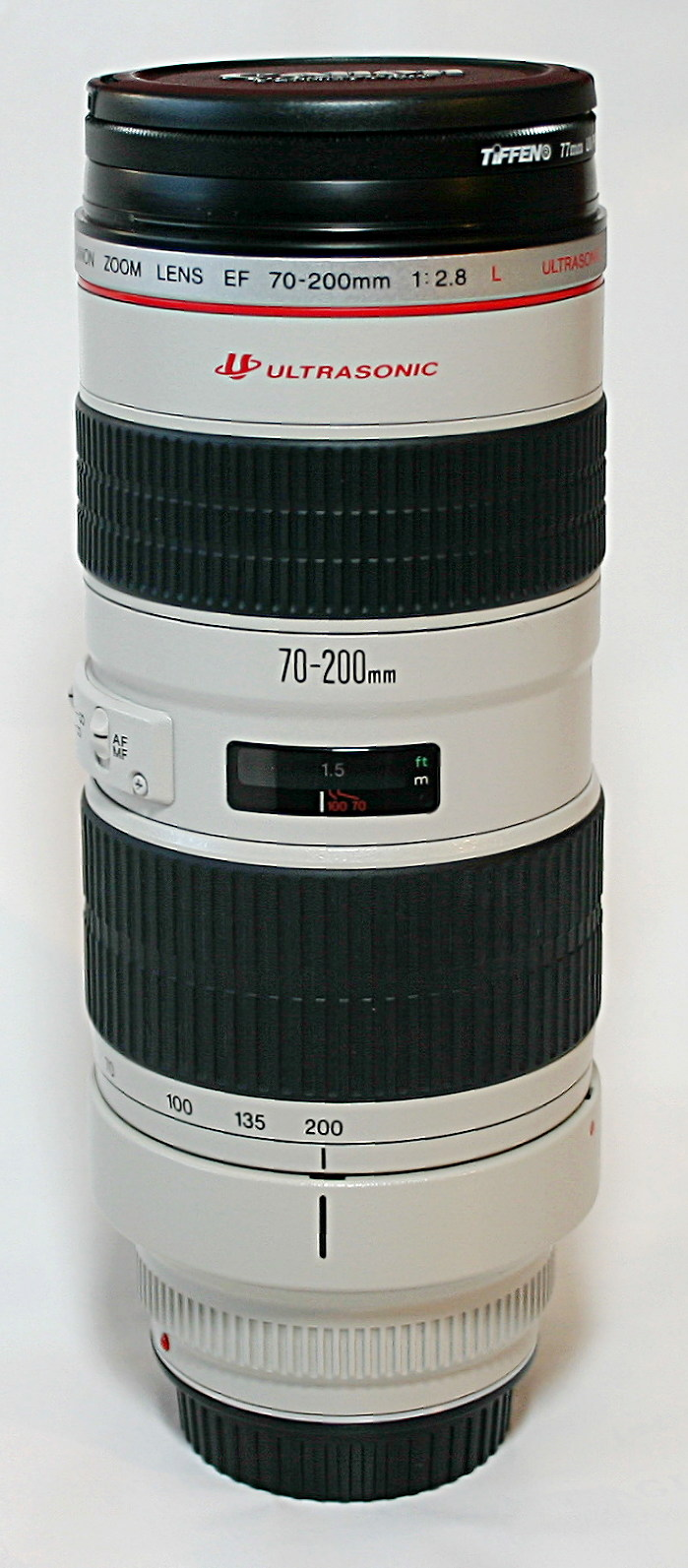
Об'єктив L-серії 70-200 мм F2.8L

У міру вдосконалення технологій компанія Canon розробила та впровадила в низку об'єктивів рішення, що покращують якість зображення та зручність використання:
- USM (англ. Ultrasonic Motor drive) — ультразвуковий привід фокусування ;
- STM (англ. Stepping Motor drive) — привід фокусування з кроковим двигуном ;
- IS (англ. Image Stabilizer) — оптичний стабілізатор зображення ;
- DO (англ. Diffractive Optics) — дифракційна оптика;
- L (англ. Luxury) — об'єктиви професійного класу з підвищеною якістю зображення, а також пило-/вологозахистом у деяких моделях. Оптика L-серії містить спеціальні оптичні матеріали, такі, як флюоритовий, ультранизкодисперсійний або надультранізкодисперсійний елемент;

Оскільки ці технології реалізовані безпосередньо в об'єктиві, вони можуть бути використані будь-якою камерою з байонетом EF/EF-S.

### Ультразвуковий двигун (USM)
Ультразвуковий двигун системи автофокусування з'явився в об'єктиві EF 300 mm f/2.8L USM у 1987 році. Canon стала першим виробником, який застосував подібну технологію своєї продукції. Об'єктиви, оснащені USM-мотором, забезпечують швидше фокусування, видають менше шуму і споживають менше енергії в порівнянні зі звичайними моторами, що застосовуються в об'єктивах.
Об'єктиви з ультразвуковим двигуном позначаються абревіатурою USM у назві. Деякі об'єктиви з таким двигуном мають напис Ultrasonic на корпусі і золоте кільце на оправі об'єктива. Об'єктиви L-серії, оснащені USM-мотором, не мають золотого кільця, замість нього є червоне кільце, що свідчить про приналежність об'єктива до L-класу, проте на оправі об'єктива нанесено червоний логотип Ultrasonic.
Canon застосовує два види USM-моторів:
- USM кільцевого типу (англ. ring-type USM). Ротор і статор тут є великими кільцями, всередині яких розташовані власне лінзи об'єктива. Така конструкція дозволяє досягти максимальної швидкості фокусування в порівнянні з іншими типами двигунів. Також при використанні USM кільцевого типу можливе одночасне використання автоматичного (AF) та ручного (MF) фокусування, коли користувач у будь-який момент може підкоригувати фокусування, не перемикаючи камеру або об'єктив у ручний режим. Це є істотною перевагою, оскільки при використанні інших типів моторів ручне фокусування в автоматичному режимі можливе, тільки якщо в об'єктиві застосована спеціальна механічна муфта, що оберігає двигун від пошкоджень, в інших випадках необхідно перемикати камеру або об'єктив у ручний режим.
- USM з мікромотором (англ. micromotor USM). Ультразвуковий мотор розташований у корпусі об'єктива, а зусилля від нього передається за допомогою приводу (шестереня), як і у звичайному моторі. В результаті губиться багато переваг USM - неможливо здійснення ручного фокусування (MF) в автоматичному режимі (AF) (якщо в об'єктив не вбудована спеціальна муфта), шестерний привід є джерелом додаткового шуму. Єдиний об'єктив із мікромотором та функцією ручного фокусування без перемикання режиму – Canon EF 50 f/1.4.
  - Micro USM II. Застосовуваний компанією Canon на кінець 2008 варіант приводу з мікромотором. На відміну від Micro USM, USM II частина статора розташована всередині ротора і використовується новий формат коливань. Це дозволило отримати більш компактний та легкий варіант приводу.

### Оптичний стабілізатор (IS)
Фірма Canon була першою із виробників фототехніки, хто реалізував оптичну стабілізацію групою рухомих лінз в об'єктиві.
При використанні довгих витримок або телеоб'єктивів зростає можливість зіпсувати кадр ворушкою (змазування через тремтіння рук). Оптичний стабілізатор дозволяє збільшити ймовірність отримання різкого кадру за таких умов. Для цього застосовуються вбудовані в об'єктив гіроскопи, що вимірюють рівень вібрацій, і рухливі лінзи, що коливаються таким чином, щоб компенсувати зовнішню тряску.
Об'єктиви, що мають оптичний стабілізатор, позначаються абревіатурою IS у назві, а на оправі об'єктива наноситься логотип Image Stabilizer.

#### Розвиток технології
Вперше технологія була використана в об'єктиві Canon EF 75-300mm f/4-5.6 IS USM 1995 року. Перше покоління стабілізаторів забезпечувало виграш близько двох ступенів (наприклад, можна було використовувати витримку 1/100 замість 1/400 для об'єктиву без стабілізатора). Однак стабілізатор мав суттєві обмеження — він вимагав близько секунди для самоналаштування, не міг використовуватися при зйомці зі штатива (він міг сам вносити вібрацію в цих умовах) і зйомці з проводкою (електроніка об'єктива не робила відмінностей для навмисного руху і намагалася його компенсувати).
Незабаром було розроблено покращену версію стабілізатора, яка була вперше застосована на об'єктиві Canon EF 300mm f/4L IS USM у 1997 році. У схему роботи було додано новий режим (mode 2) для використання під час зйомки з горизонтальною проводкою. У цьому режимі об'єктив компенсував зрушення тільки в площині перпендикулярній проводці.
Наступне поліпшення з'явилося у випущених в 1999 телеоб'єктивах (з 300mm f/2.8L IS USM до 600mm f/4L IS USM). Новий стабілізатор отримав систему розпізнавання штатива, і тепер його не потрібно було відключати під час встановлення фотоапарата на штатив.
Чергове покоління стабілізаторів з'явилося 2001 року в об'єктиві 70-200mm f/2.8L IS USM. Час самоналаштування було скорочено з 1 сек до 0,5 сек, а ефективність стабілізації підвищена з 2 стопів до 3, а згодом і до 4 (наприклад, в об'єктиві 70-200 f/4L IS USM).
Останнє на сьогоднішній день покоління стабілізаторів застосовується в об'єктиві EF 200mm f/2L IS USM. Воно забезпечує до 5 ступенів виграшу в порівнянні з нестабілізованими об'єктивами.

### Дифракційна оптика (DO)
Використання дифракційної оптики дозволяє зменшити фактичні розміри та вагу об'єктива порівняно із звичайними лінзами. Крім того, такі об'єктиви мають відмінні показники придушення хроматичних аберацій. У дифракційних лінзах Френеля хроматичні аберації спрямовані в протилежний бік порівняно із звичайними лінзами, тому, поєднуючи два ці типи лінз, можна максимально позбутися хроматичних аберацій.
На сьогоднішній день виробництво дифракційних елементів коштує дуже дорого, тому вони використовуються в дуже обмеженій кількості об'єктивів. Canon має у своїй лінійці лише три об'єктиви з дифракційними елементами — EF 70-300mm f/4.5-5.6 DO IS USM, EF 400mm f/4 DO IS USM та EF 400mm f/4 DO IS II USM.
Об'єктиви з дифракційною оптикою позначаються абревіатурою DO у назві та зеленим кільцем на корпусі.

### Кроковий мотор STM

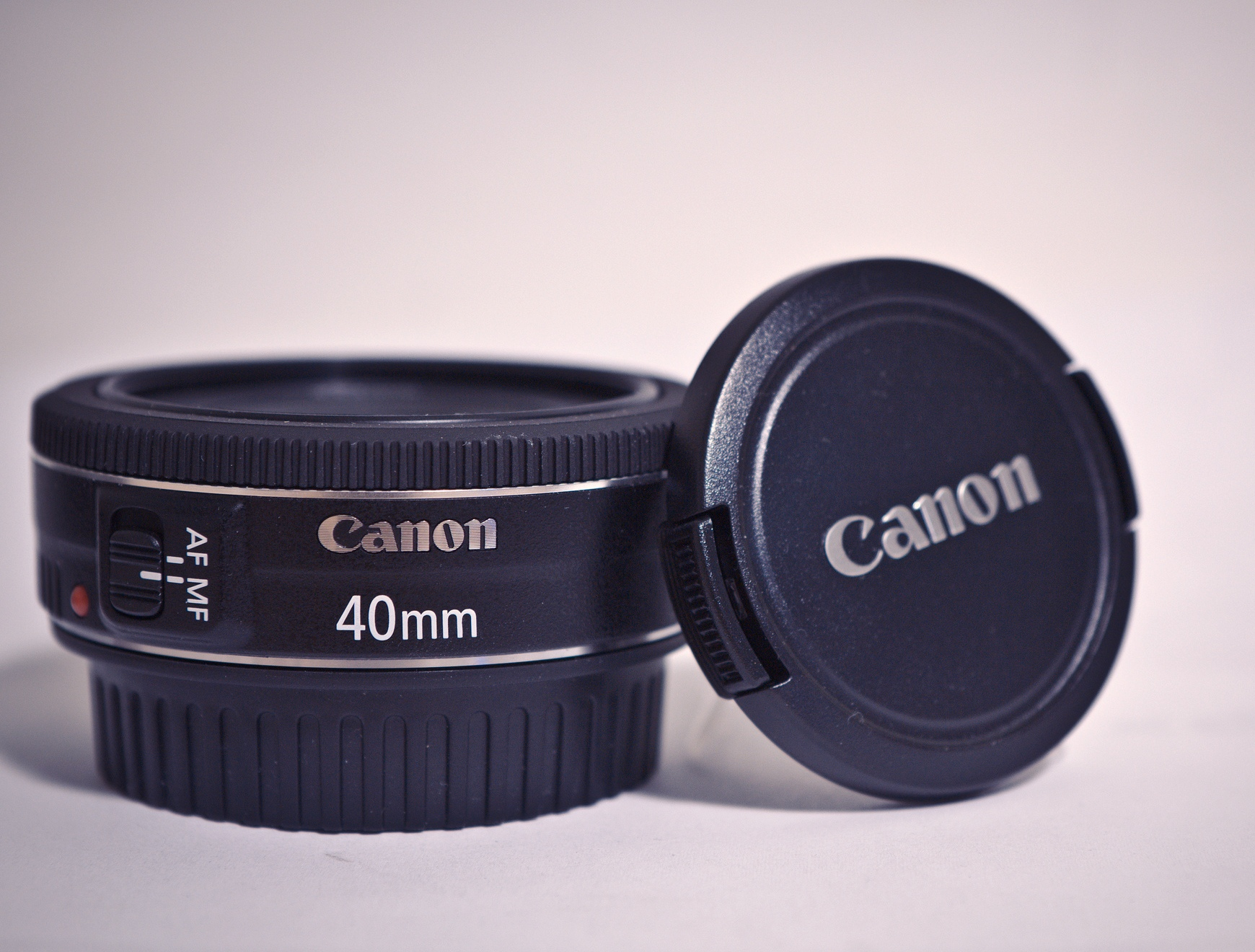
Canon EF 40 мм 1:2,8 - один з перших об'єктивів з кроковим двигуном

У 2012 році разом з фотоапаратом Canon EOS 650D, оснащеним матрицею, яка має частину пікселів призначену для фокусування методом різниці фаз, були представлені перші два об'єктиви з кроковим мотором (STM — stepper motor). Ця технологія забезпечує багаторазові швидкі переміщення фокусувальної групи лінз на невеликі відстані, причому з вкрай низьким рівнем шуму. Об'єктиви з технологією STM у поєднанні з фотоапаратами, що забезпечують фазове фокусування за допомогою матриці, дозволяють швидко і безшумно фокусуватися в режимах Live View та зйомці відео.

### Об'єктиви серії L
Об'єктиви серії L (спочаткуангл. low dispersion - «низька дисперсія» , згодомангл. luxury - "розкіш") є "топовими" і найдорожчими моделями в лінійці об'єктивів Canon. Такі об'єктиви мають відмінну оптичну якість та міцний корпус, щоб витримувати жорсткі зовнішні умови та постійне використання. Більшість останніх L-об'єктивів захищені від пилу та бризок. З цих причин об'єктиви L-серії популярні у професіоналів та серйозних любителів.
Багато об'єктивів у L-серії містять лінзи з флюориту або ультра- низькодисперсійного скла, у поєднанні з низькодисперсійними та асферичними елементами. У той же час це необхідна, але не достатня умова, оскільки існують не-L-об'єктиви з такими оптичними елементами. L-об'єктиви часто оснащуються USM-моторами (особливо останнім часом) та оптичними стабілізаторами. Існують об'єктиви EF і EF-S, що мають порівнянну або навіть перевершуючу оптичну якість, проте не мають маркування L через менш міцну конструкцію або інші особливості.
Об'єктиви L-серії мають фокусну відстань 200 мм і більше (наприклад, 70-200 мм, 100-400 мм) пофарбовані в білий колір замість звичайного чорного, за винятком EF 200 2.8L, EF 200 2.8L II, EF 100-300 5.6L, EF 50-200 3.5-4.5L та EF 80-200 2.8L.
Об'єктиви серії L позначаються червоним кільцем на корпусі та літерою L у назві.

## Див. також

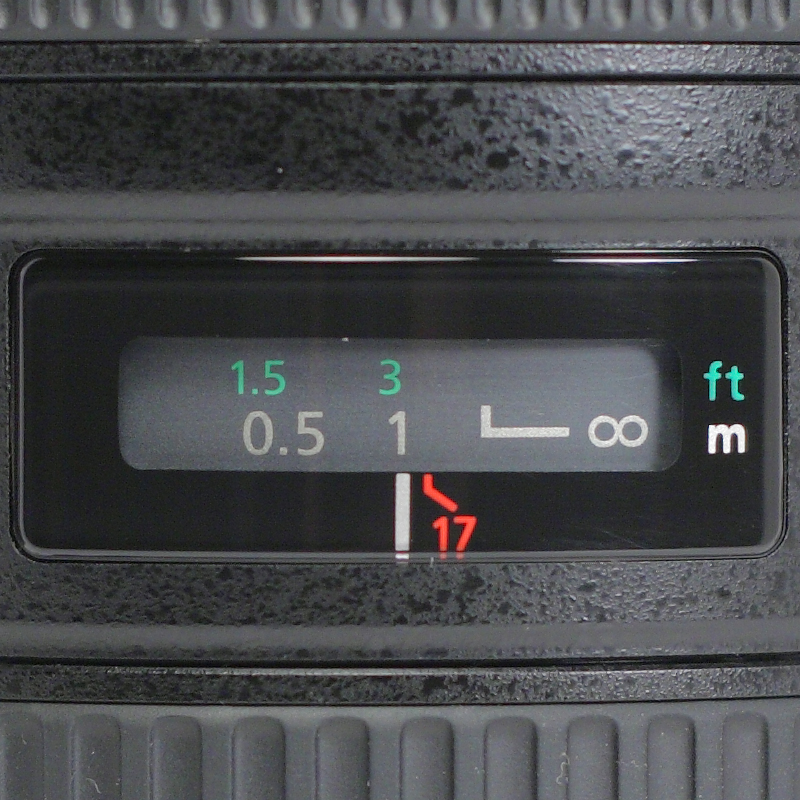
Віконце шкали дистанцій

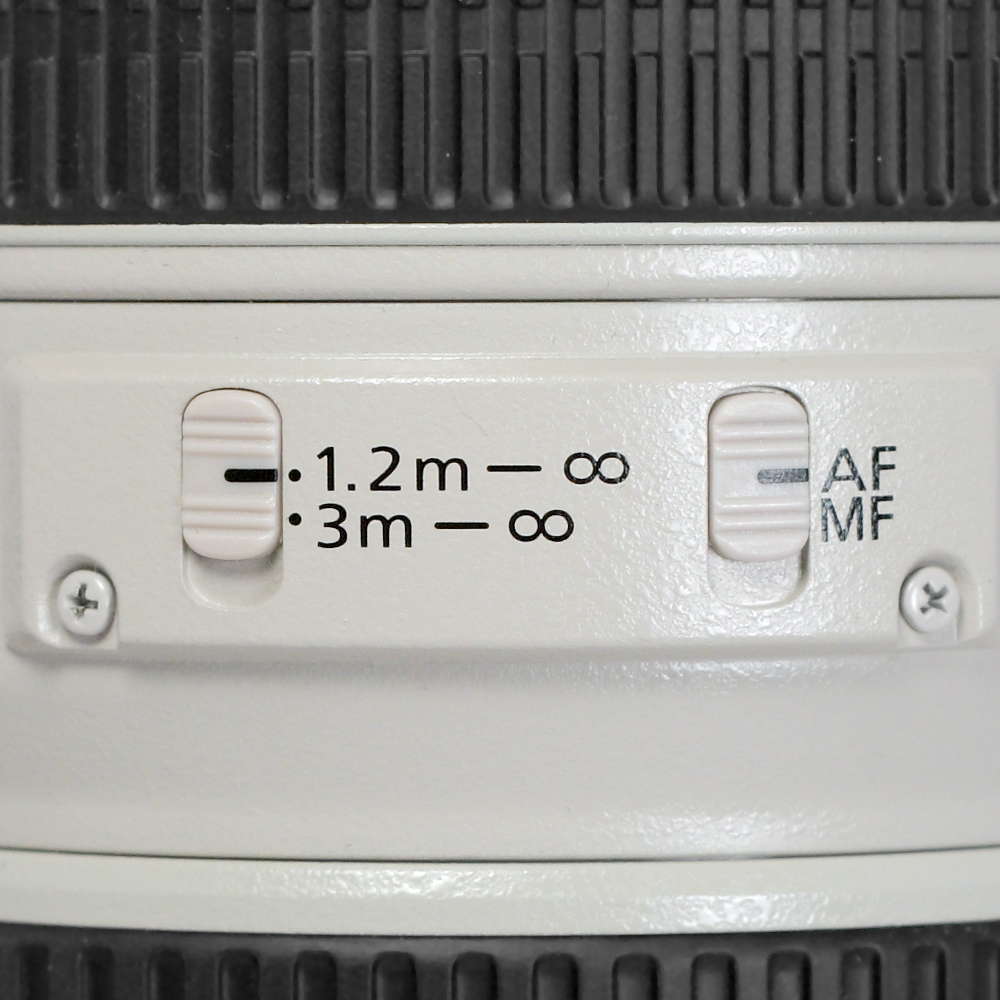
Перемикачі обмежувача фокусування та режиму фокусування

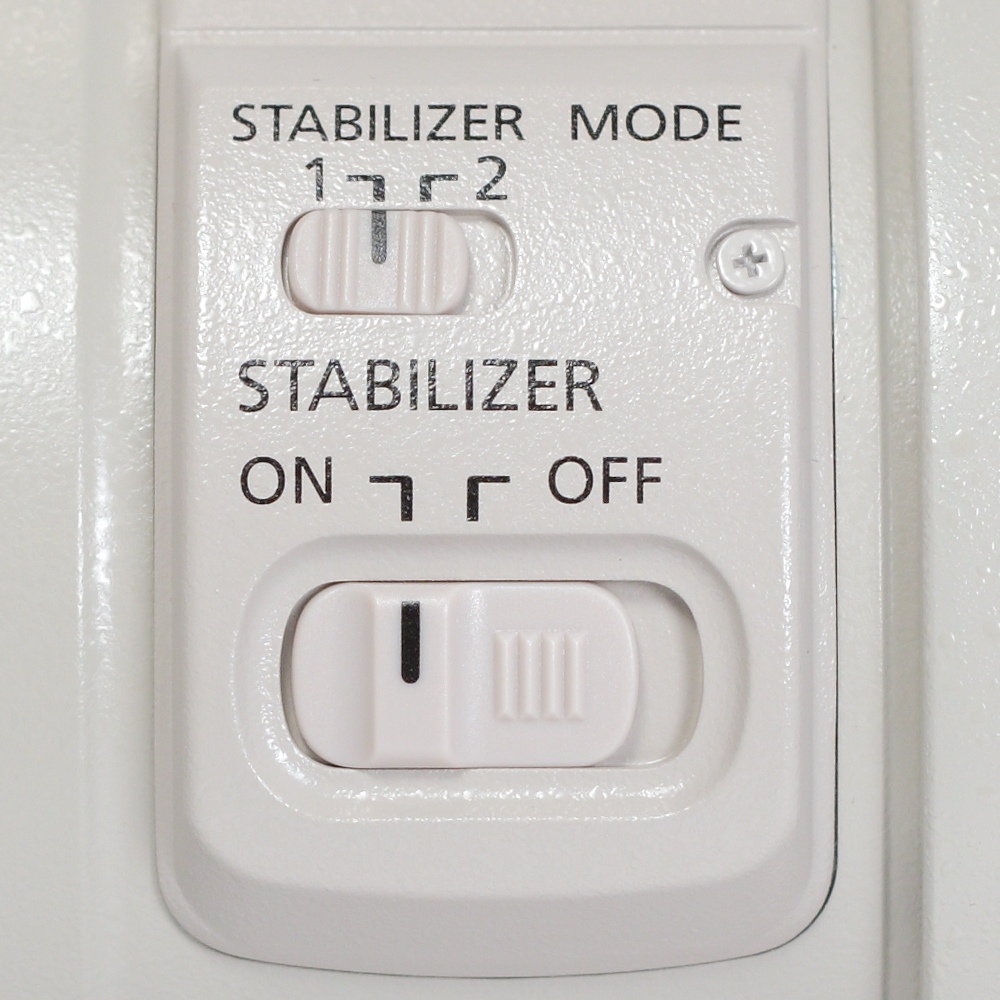
Перемикачі стабілізатора та режимів його роботи

## Зв'язок об'єктива та камери
Зв'язок між камерою та об'єктивом здійснюється через електричні контакти за модифікованим протоколом Serial Peripheral Interface (SPI) (режим "mode 3", 8 біт даних, без лінії SS, інші сигнальні лінії також використовуються не як у стандартному SPI). У таблиці наведено функції окремих контактів, якими обладнані об'єктиви та камери системи Canon EOS  (на камері проти годинникової стрілки, на об'єктиві за годинниковою):
| Назва | Функція                                                             | Примітка                                                 |
| ----- | ------------------------------------------------------------------- | -------------------------------------------------------- |
| VBat  | +6 В - живлення приводу автофокусу                                  | Використовується на всіх камерах та об'єктивах           |
| P-Gnd | Земля                                                               | Використовується на всіх камерах та об'єктивах           |
| P-Gnd | Земля                                                               | Використовується на всіх камерах та об'єктивах           |
| VDD   | +5,5 В - живлення цифрових логічних систем                          | Використовується на всіх камерах та об'єктивах           |
| DCL   | Дані від камери об'єктиву (MOSI)                                    | Використовується на всіх камерах та об'єктивах           |
| DLC   | Дані від камери об'єктиву (MISO)                                    | Використовується на всіх камерах та об'єктивах           |
| LCLK  | Генерований камерою синхросигнал (SCLK, CPOL=1, CPHA=1)             | Використовується на всіх камерах та об'єктивах           |
| D-GND | Земля цифрових логічних систем                                      | Використовується на всіх камерах та об'єктивах           |
| COM1  | Основний контакт телеконвертера                                     | Тільки на об'єктивах серії «L» та деяких макрооб'єктивах |
| EXT0  | Перемичка на COM1 для «Life Size Converter» та 1,4 × телеконвертера | Тільки на об'єктивах серії «L» та деяких макрооб'єктивах |
| EXT1  | Перемичка на COM1 для 2 × та 1,4 × телеконвертерів                  | Тільки на об'єктивах серії «L» та деяких макрооб'єктивах |

Інформація, отримана від об'єктива, використовується фотокамерою під час фокусування та вимірювання експозиції. Дані також є основою для записуваних EXIF відомостей про використаному об'єктиві.
Дані, отримані об'єктивом від камери, містять команди керування для автофокусування і діафрагми.
Всі об'єктиви серії «L» з фокусною відстанню 135 мм і більше, зум-об'єктиви серій 70-200 мм і 100-400 мм, а також 50 мм Compact Macro мають три додаткові контакти на байонеті. Контакти використовуються для взаємодії об'єктива з телеконвертерами Canon Extender EF (зокрема Life Size Converter).

## Види об'єктивів з байонетом EF

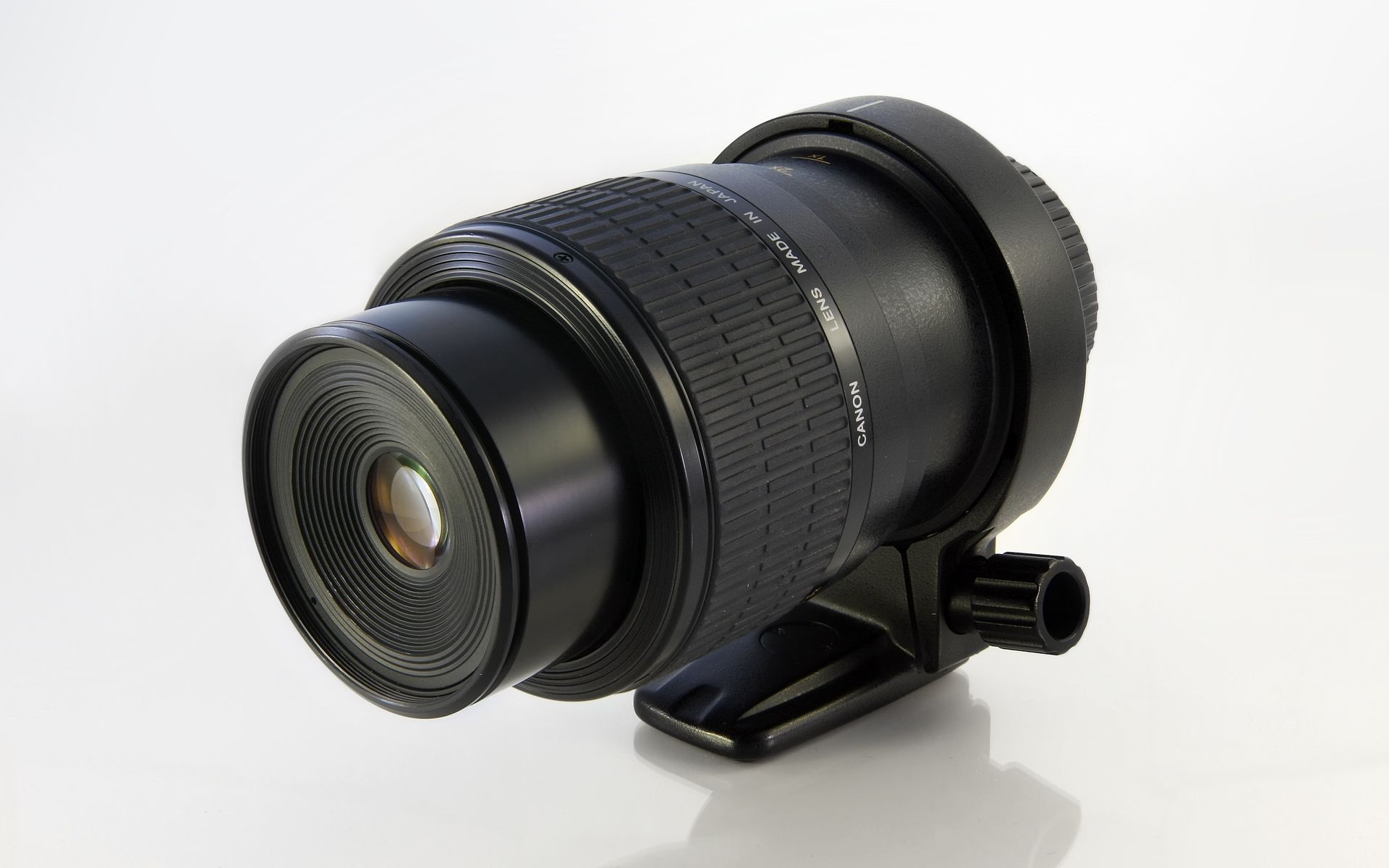
Об'єктив MP-E 65 мм f/2.8 1-5x Macro

Об'єктиви з байонетом EF поділяються на:
- об'єктиви з фіксованою фокусною відстанню
- об'єктиви зі змінною фокусною відстанню (зум-об'єктиви)

Серед продукції Canon є тілт-шифт об'єктиви TS-E (від англ. Tilt Shift), спеціалізований макро об'єктив MP-E (від англ. Macro Photography). Ці об'єктиви не мають автофокусу та мають обмеження щодо вимірювання експозиції з деякими камерами. Є два телеконвертери, які можуть використовуватись тільки з довгофокусними об'єктивами.

### Об'єктиви з фіксованою фокусною відстанню
| Фокусна відстань    | Діафрагма | Макрорежим | USM | Стабілізатор (IS) | L-серія | DO | STM | МДФ, см | Макс. збільшення, крат | {\displaystyle \varnothing } фільтра, мм | Вага, г | Роки виробництва  |
| ------------------- | --------- | ---------- | --- | ----------------- | ------- | -- | --- | ------- | ---------------------- | ---------------------------------------- | ------- | ----------------- |
| 14 мм               | f/2.8     | -          | USM | -                 |         | -  | -   | 25      | 0,1                    | -                                        | 560     | 1991-2007         |
| 14 мм (II)          | f/2.8     | -          | USM | -                 |         | -  | -   | 20      | 0,15                   | -                                        | 645     | 2007-виробляється |
| 15 мм (риб'яче око) | f/2.8     | -          | -   | -                 | -       | -  | -   | 20      | 0,14                   | -                                        | 330     | 1987-2012         |
| 20 мм               | f/2.8     | -          | USM | -                 | -       | -  | -   | 25      | 0,14                   | 72                                       | 405     | 1992-2020         |
| 24 мм               | f/1.4     | -          | USM | -                 |         | -  | -   | 25      | 0,16                   | 77                                       | 550     | 1996-2008         |
| 24 мм (II)          | f/1.4     | -          | USM | -                 |         | -  | -   | 25      | 0,17                   | 77                                       | 650     | 2008-виробляється |
| 24 мм               | f/2.8     | -          | -   | -                 | -       | -  | -   | 25      | 0,16                   | 58                                       | 270     | 1988-2012         |
| 24 мм               | f/2.8     | -          | USM | IS                | -       | -  | -   | 20      | 0,23                   | 58                                       | 280     | 2012-виробляється |
| 28 мм               | f/1.8     | -          | USM | -                 | -       | -  | -   | 25      | 0,18                   | 58                                       | 310     | 1995-2020         |
| 28 мм               | f/2.8     | -          | -   | -                 | -       | -  | -   | 30      | 0,13                   | 52                                       | 185     | 1987-2012         |
| 28 мм               | f/2.8     | -          | USM | IS                | -       | -  | -   | 23      | 0,2                    | 58                                       | 260     | 2012-виробляється |
| 35 мм               | f/1.4     | -          | USM | -                 |         | -  | -   | 30      | 0,18                   | 72                                       | 580     | 1998-2015         |
| 35 мм (II)          | f/1.4     | -          | USM | -                 |         | -  | -   | 28      | 0,21                   | 72                                       | 760     | 2015-виробляється |
| 35 мм               | f/2.0     | -          | -   | -                 | -       | -  | -   | 25      | 0,23                   | 52                                       | 210     | 1990-2012         |
| 35 мм               | f/2.0     | -          | USM | IS                | -       | -  | -   | 24      | 0,24                   | 67                                       | 335     | 2012-виробляється |
| 40 мм               | f/2.8     | -          | -   | -                 | -       | -  | STM | 30      | 0,18                   | 52                                       | 130     | 2012-виробляється |
| 50 мм               | f/1.0     | -          | USM | -                 |         | -  | -   | 60      | 0,11                   | 72                                       | 985     | 1989-2002         |
| 50 мм               | f/1.2     | -          | USM | -                 |         | -  | -   | 45      | 0,15                   | 72                                       | 590     | 2007-виробляється |
| 50 мм               | f/1.4     | -          | USM | -                 | -       | -  | -   | 45      | 0,15                   | 58                                       | 290     | 1993-виробляється |
| 50 мм               | f/1.8     | -          | -   | -                 | -       | -  | -   | 45      | 0,15                   | 52                                       | 190     | 1987-1990         |
| 50 мм (II)          | f/1.8     | -          | -   | -                 | -       | -  | -   | 45      | 0,15                   | 52                                       | 124     | 1990-2015         |
| 50 мм               | f/1.8     | -          | -   | -                 | -       | -  | STM | 35      | 0,21                   | 49                                       | 160     | 2015-виробляється |
| 50 мм               | f/2.5     | macro      | -   | -                 | -       | -  | -   | 23      | 0,5                    | 52                                       | 280     | 1987-виробляється |
| 85 мм               | f/1/2     | -          | USM | -                 |         | -  | -   | 95      | 0,11                   | 72                                       | 1025    | 1989-2006         |
| 85 мм (II)          | f/1.2     | -          | USM | -                 |         | -  | -   | 95      | 0,11                   | 72                                       | 1025    | 2006-виробляється |
| 85 мм               | f/1.4     | -          | USM | IS                |         | -  | -   | 85      | 0,12                   | 77                                       | 950     | 2017-виробляється |
| 85 мм               | f/1.8     | -          | USM | -                 | -       | -  | -   | 85      | 0,13                   | 58                                       | 425     | 1992-виробляється |
| 100 мм              | f/2.0     | -          | USM | -                 | -       | -  | -   | 90      | 0,14                   | 58                                       | 460     | 1991-2020         |
| 100 мм              | f/2.8     | macro      | -   | -                 | -       | -  | -   | 31      | 1                      | 52                                       | 650     | 1990-2000         |
| 100 мм              | f/2.8     | macro      | USM | -                 | -       | -  | -   | 31      | 1                      | 58                                       | 600     | 2000-виробляється |
| 100 мм              | f/2.8     | macro      | USM | IS                |         | -  | -   | 30      | 1                      | 67                                       | 625     | 2009-виробляється |
| 135 мм              | f/2       | -          | USM | -                 |         | -  | -   | 90      | 0,19                   | 72                                       | 750     | 1996-виробляється |
| 135 мм (софт-фокус) | f/2.8     | -          | -   | -                 | -       | -  | -   | 130     | 0,12                   | 52                                       | 390     | 1987-2011(?)      |
| 180 мм              | f/3.5     | macro      | USM | -                 |         | -  | -   | 48      | 1                      | 72                                       | 1090    | 1996-виробляється |
| 200 мм              | f/1.8     | -          | USM | -                 |         | -  | -   | 250     | 0,09                   | 48 (вст.)                                | 3000    | 1988-             |
| 200 мм              | f/2.0     | -          | USM | IS                |         | -  | -   | 190     | 0,12                   | 52 (вст.)                                | 2520    | 2008-виробляється |
| 200 мм              | f/2.8     | -          | USM | -                 |         | -  | -   | 150     | 0,16                   | 72                                       | 790     | 1991-1996         |
| 200 мм (II)         | f/2.8     | -          | USM | -                 |         | -  | -   | 150     | 0,16                   | 72                                       | 765     | 1996-2020         |
| 300 мм              | f/2.8     | -          | USM | -                 |         | -  | -   | 300     | 0,11                   | 48 (вст.)                                | 2855    | 1987-1999         |
| 300 мм              | f/2.8     | -          | USM | IS                |         | -  | -   | 250     | 0,13                   | 52 (вст.)                                | 2550    | 1999-2011         |
| 300 мм (II)         | f/2.8     | -          | USM | IS                |         | -  | -   | 200     | 0,18                   | 52 (вст.)                                | 2350    | 2011-виробляється |
| 300 мм              | f/4       | -          | USM | -                 |         | -  | -   | 250     | 0,13                   | 77                                       | 1165    | 1991-1997         |
| 300 мм              | f/4       | -          | USM | IS                |         | -  | -   | 150     | 0,24                   | 77                                       | 1190    | 1997-виробляється |
| 400 мм              | f/2.8     | -          | USM | -                 |         | -  | -   | 400     | 0,11                   | 48 (вст.)                                | 6450    | 1991-1996         |
| 400 мм (II)         | f/2.8     | -          | USM | -                 |         | -  | -   | 400     | 0,11                   | 48 (вст.)                                | 5910    | 1996-1999         |
| 400 мм              | f/2.8     | -          | USM | IS                |         | -  | -   | 300     | 0,15                   | 52 (вст.)                                | 5370    | 1999-2011         |
| 400 мм (II)         | f/2.8     | -          | USM | IS                |         | -  | -   | 270     | 0,17                   | 52 (вст.)                                | 3850    | 2011-2018         |
| 400 мм (III)        | f/2.8     | -          | USM | IS                |         | -  | -   | 250     | 0,17                   | 52 (вст.)                                | 2840    | 2018-виробляється |
| 400 мм              | f/4       | -          | USM | IS                | -       | DO | -   | 350     | 0,12                   | 52 (вст.)                                | 1940    | 2001-2014         |
| 400 мм (II)         | f/4       | -          | USM | IS                | -       | DO | -   | 330     | 0,13                   | 52 (вст.)                                | 2100    | 2014-виробляється |
| 400 мм              | f/5.6     | -          | USM | -                 |         | -  | -   | 350     | 0,11                   | 77                                       | 1250    | 1993-2020         |
| 500 мм              | f/4.5     | -          | USM | -                 |         | -  | -   | 500     | 0,11                   | 48 (вст.)                                | 3000    | 1992-1999         |
| 500 мм              | f/4       | -          | USM | IS                |         | -  | -   | 450     | 0,12                   | 52 (вст.)                                | 3870    | 1999-2012         |
| 500 мм (II)         | f/4       | -          | USM | IS                |         | -  | -   | 370     | 0,15                   | 52 (вст.)                                | 3190    | 2012-виробляється |
| 600 мм              | f/4       | -          | USM | -                 |         | -  | -   | 600     | 0,11                   | 48 (вст.)                                | 6000    | 1988-1999         |
| 600 мм              | f/4       | -          | USM | IS                |         | -  | -   | 550     | 0,12                   | 52 (вст.)                                | 5360    | 1999-2011         |
| 600 мм (II)         | f/4       | -          | USM | IS                |         | -  | -   | 450     | 0,15                   | 52 (вст.)                                | 3920    | 2011-2018         |
| 600 мм (III)        | f/4       | -          | USM | IS                |         | -  | -   | 420     | 0,15                   | 52 (вст.)                                | 3050    | 2018-виробляється |
| 800 мм              | f/5.6     | -          | USM | IS                |         | -  | -   | 600     | 0,14                   | 52 (вст.)                                | 4500    | 2008-виробляється |
| 1200 мм             | f/5.6     | -          | USM | -                 |         | -  | -   | 1400    | 0,09                   | 48 (вст.)                                | 16500   | 1993-2016         |
| Фокусна відстань    | Діафрагма | Макрорежим | USM | Стабілізатор (IS) | L-серія | DO | STM | МДФ, см | Макс. збільшення, крат | {\displaystyle \varnothing } фільтра, мм | Вага, г | Роки виробництва  |

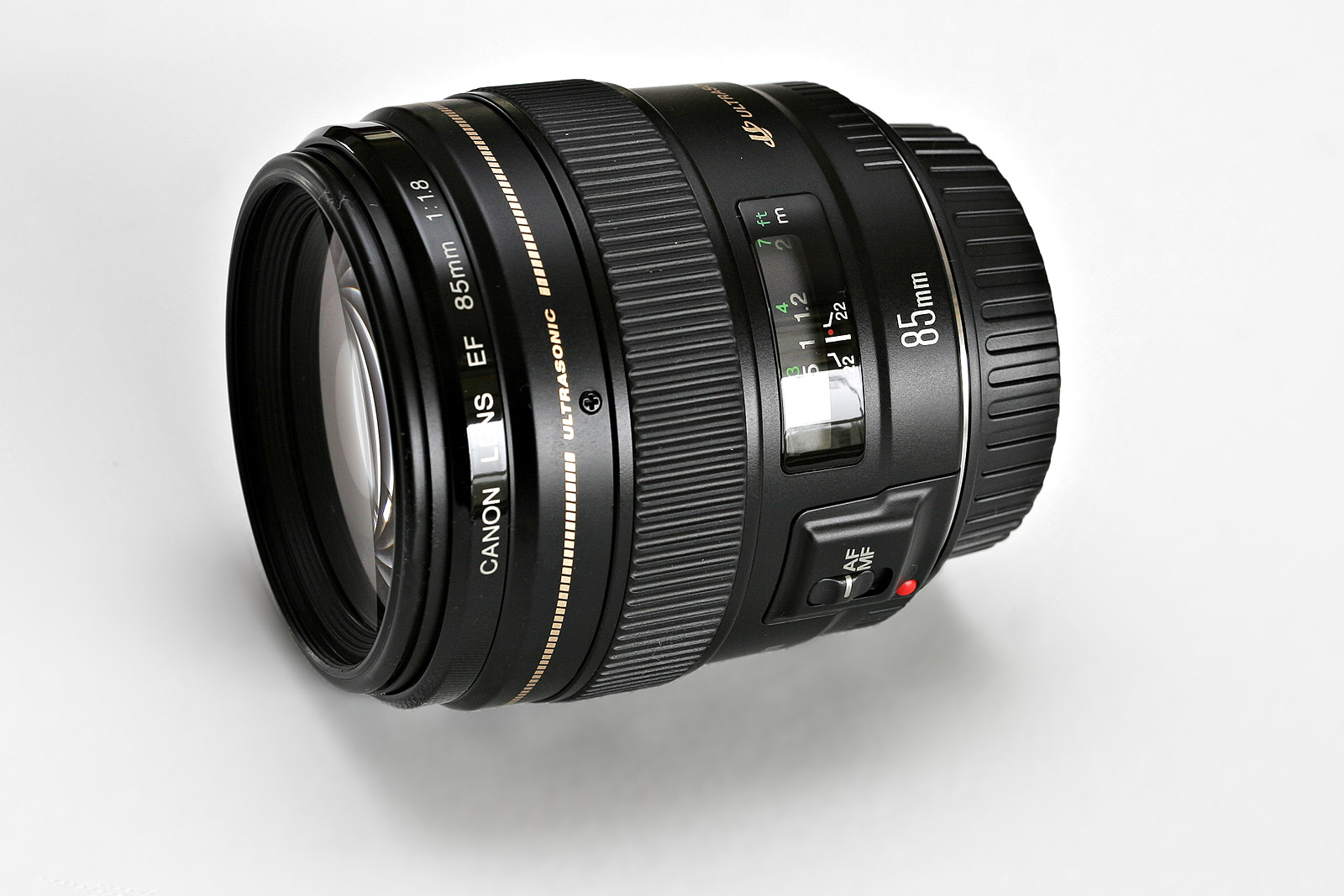
EF 85 мм f/1.8
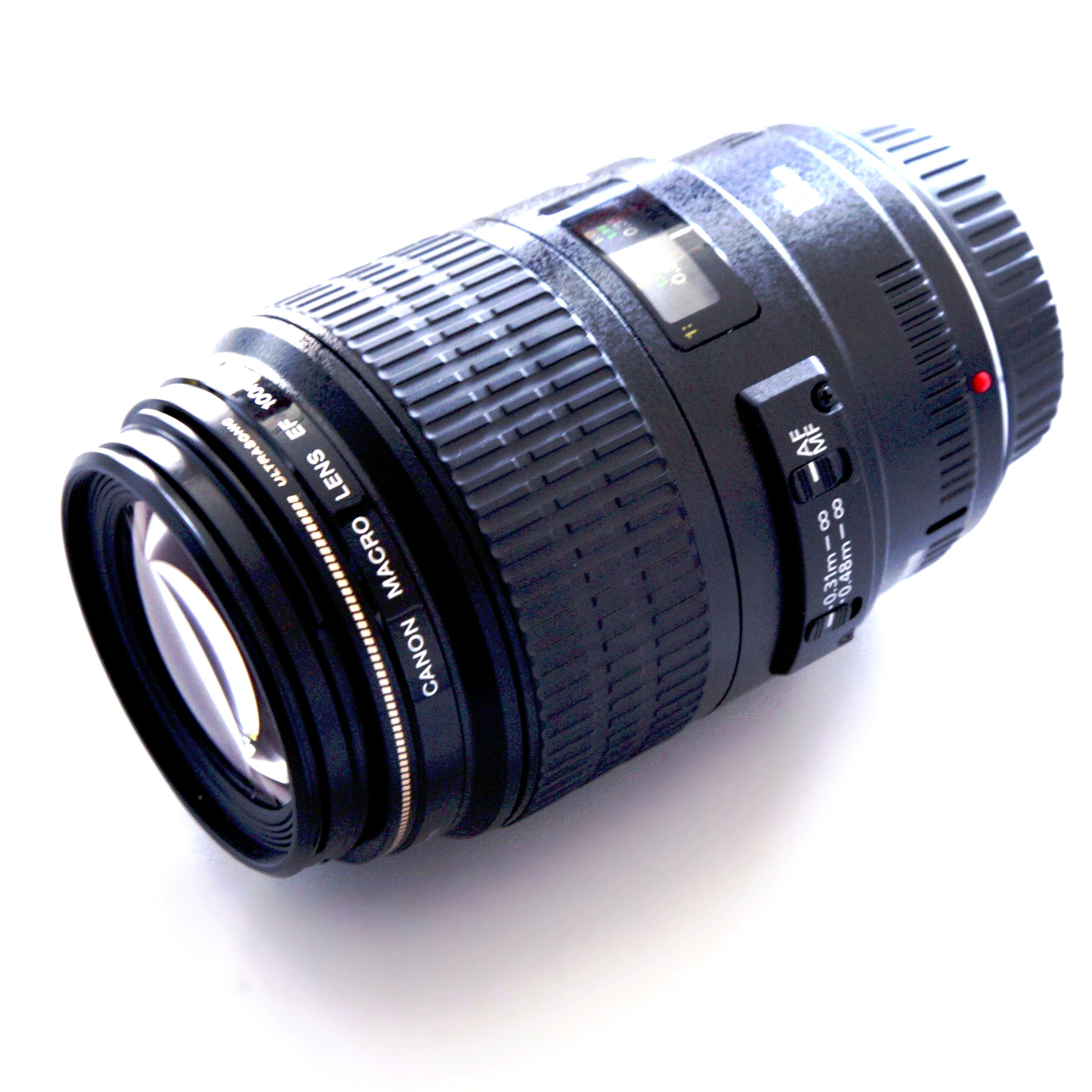
EF 100 мм macro
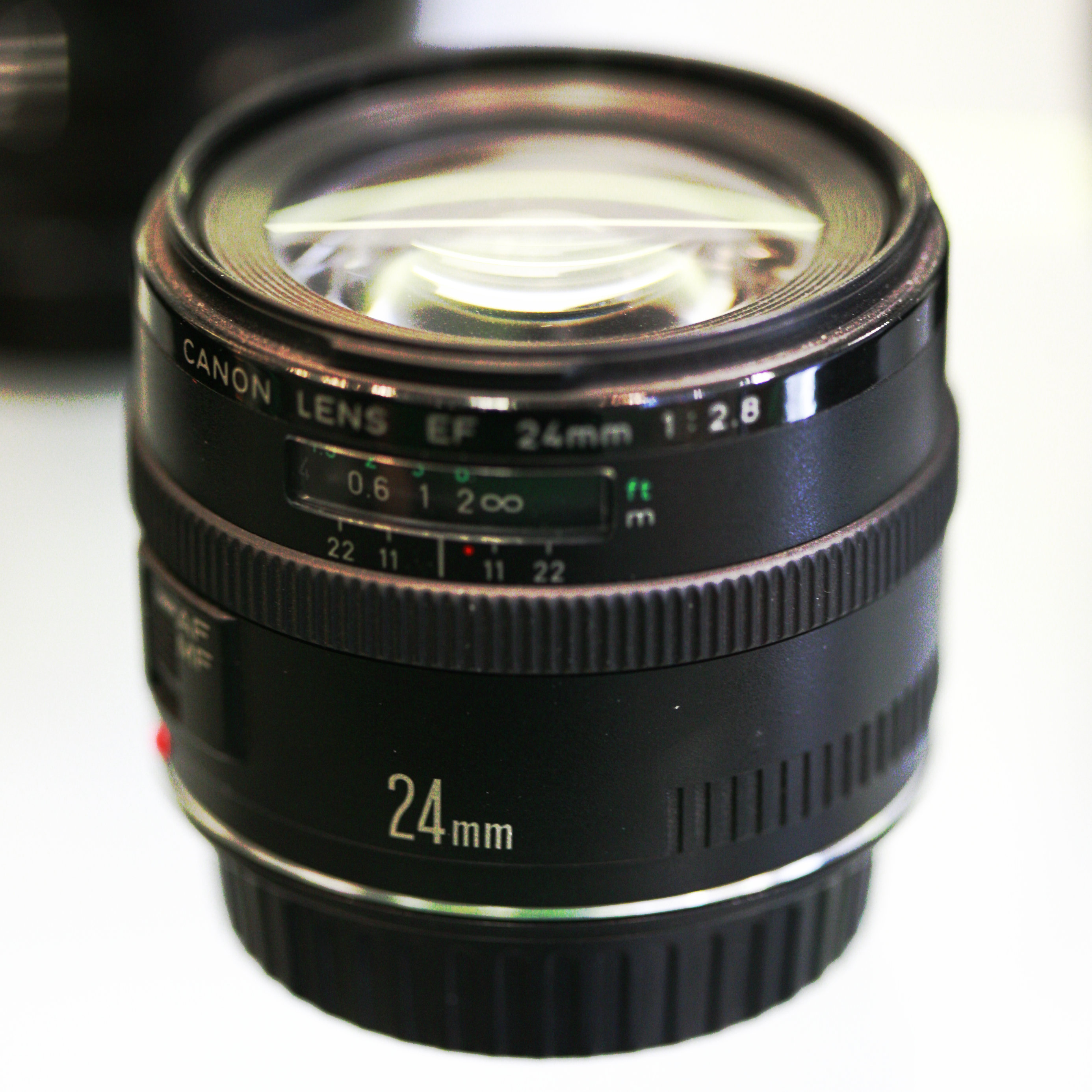
EF 24 мм
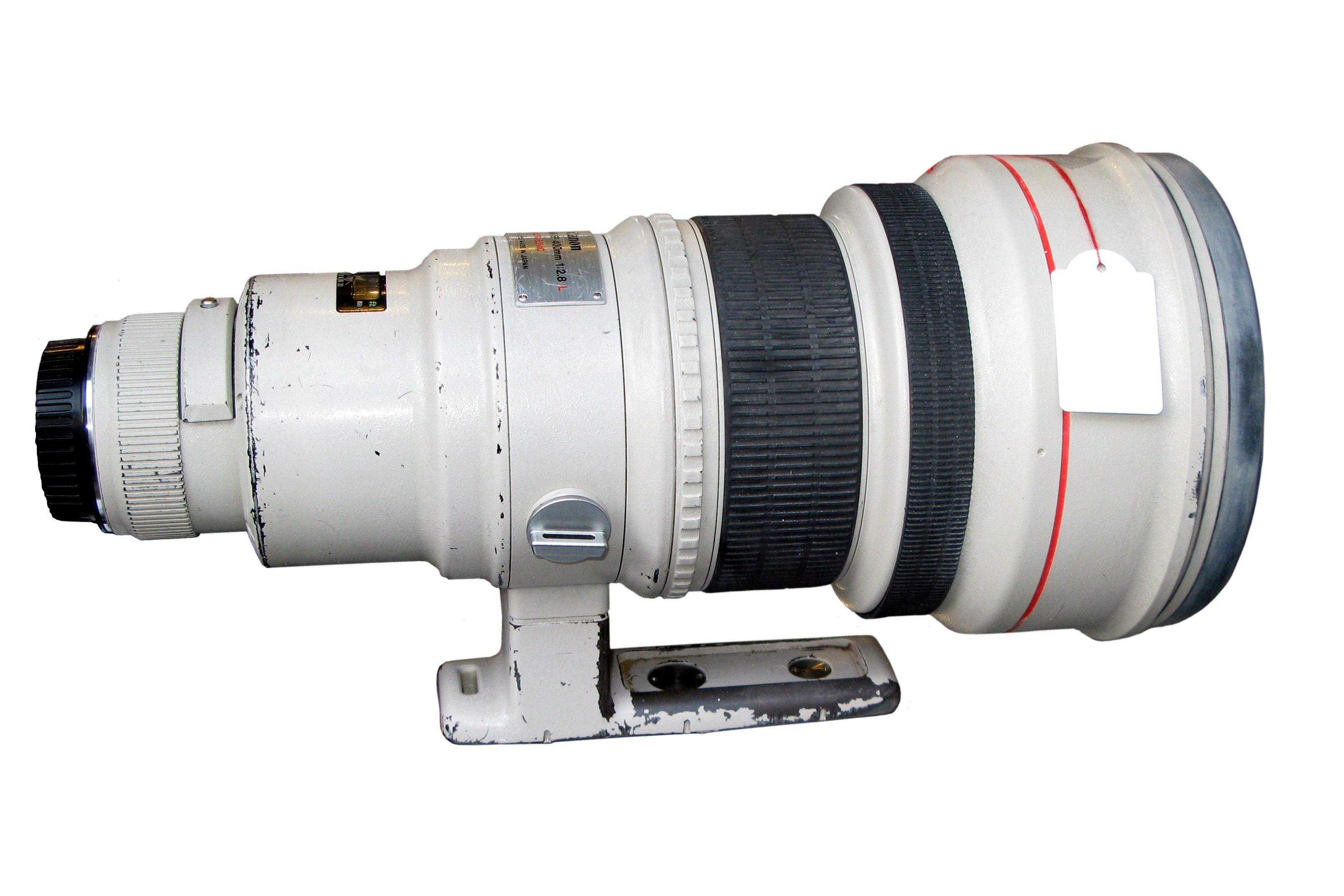
EF 400 мм f/2.8
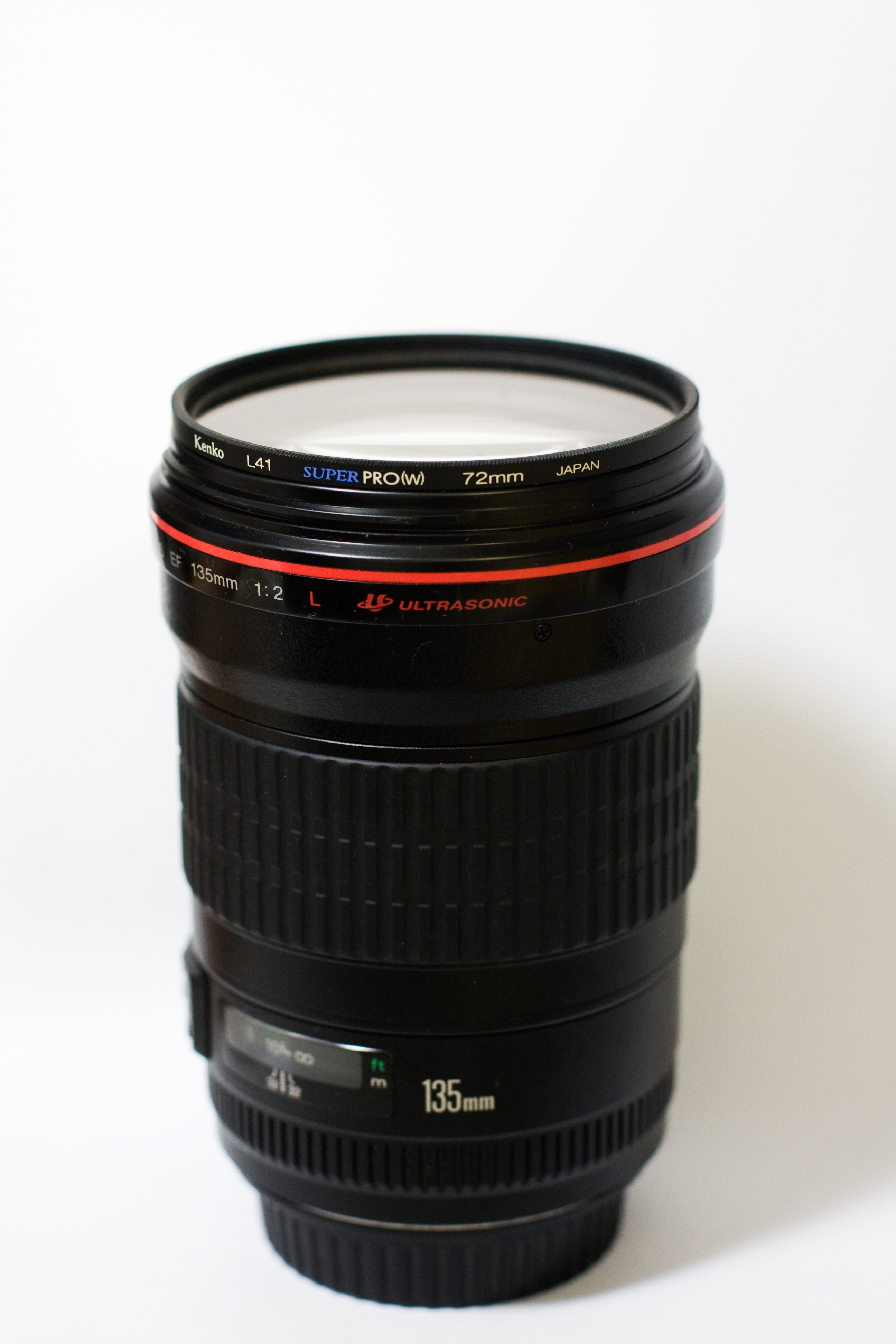
EF 135 мм f/2 L
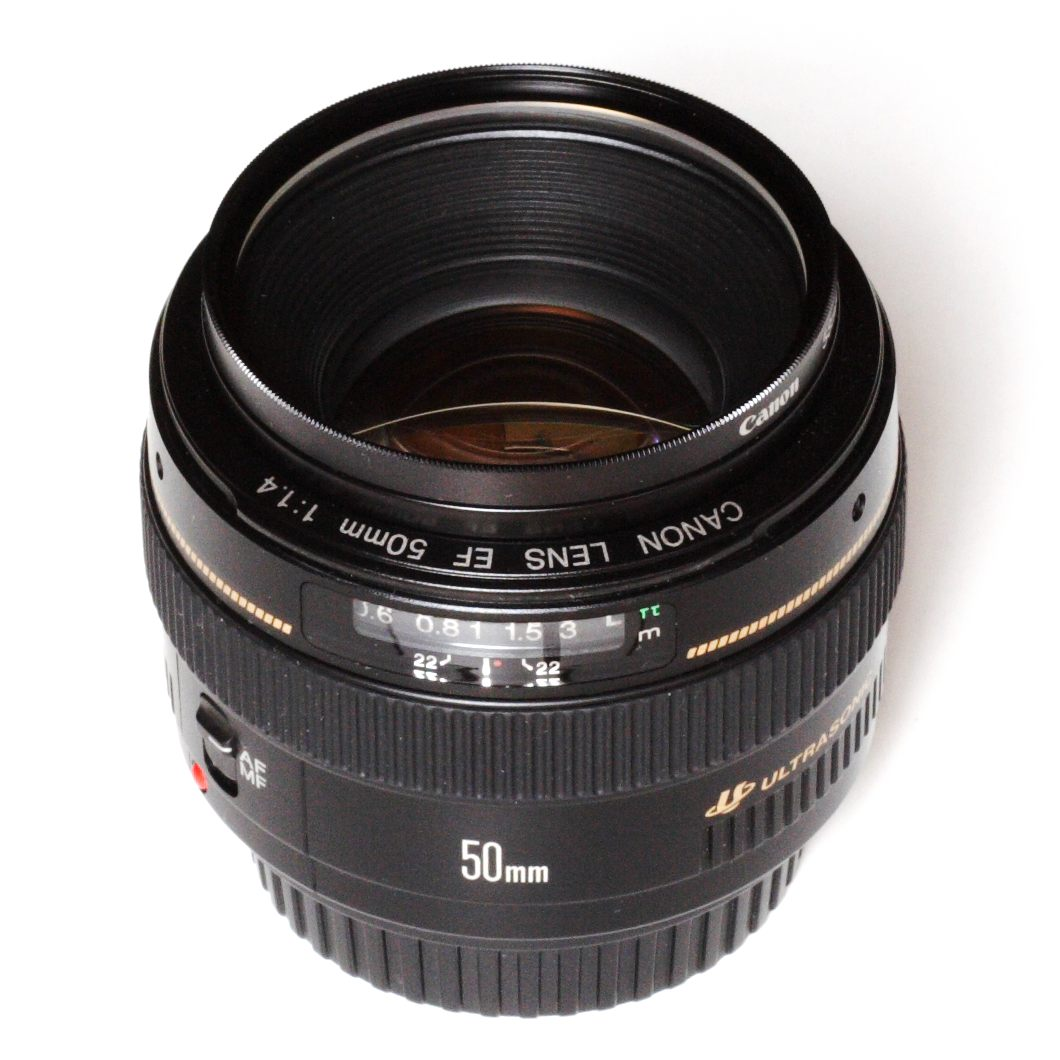
EF 50 мм f/1.4 USM
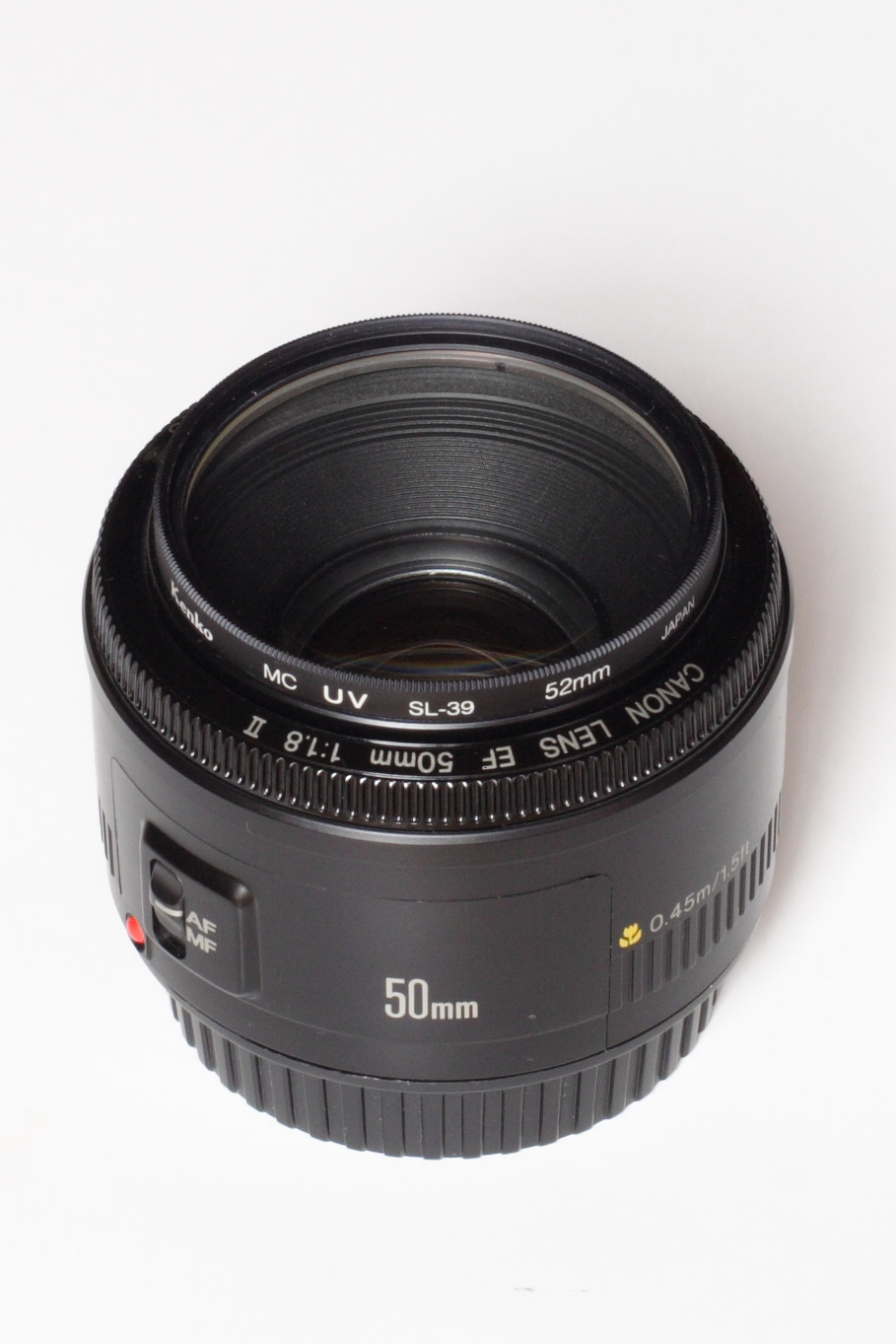
EF 50 мм f/1.8 II

### Об'єктиви зі змінною фокусною відстанню
| Фокусна відстань          | Діафрагма   | USM | Стабілізатор (IS) | L-серія | DO | STM | МДФ, см | Макс. збільшення, крат | {\displaystyle \varnothing } фільтра, мм | Вага, г | Роки виробництва  |
| ------------------------- | ----------- | --- | ----------------- | ------- | -- | --- | ------- | ---------------------- | ---------------------------------------- | ------- | ----------------- |
| 8-15 мм (риб'яче око)     | f/4         | USM | -                 |         | -  | -   | 15      | 0,34                   | -                                        | 540     | 2011-виробляється |
| 11-24 мм                  | f/4         | USM | -                 |         | -  | -   | 32–28   | 0,16 (на 24 мм)        | -                                        | 1180    | 2015-виробляється |
| 16-35 мм                  | f/2.8       | USM | -                 |         | -  | -   | 28      | 0,22                   | 77                                       | 600     | 2001-2007         |
| 16-35 мм (II)             | f/2.8       | USM | -                 |         | -  | -   | 28      | 0,22                   | 82                                       | 640     | 2007-2016         |
| 16-35 мм (III)            | f/2.8       | USM | -                 |         | -  | -   | 28      | 0,25 (на 35 мм)        | 82                                       | 790     | 2016-виробляється |
| 16-35 мм                  | f/4         | USM | IS                |         | -  | -   | 28      | 0,25 (на 35 мм)        | 77                                       | 615     | 2014-виробляється |
| 17-35 мм                  | f/2.8       | USM | -                 |         | -  | -   | 42      | 0,11                   | 77                                       | 545     | 1996-2001         |
| 17-40 мм                  | f/4         | USM | -                 |         | -  | -   | 28      | 0,24                   | 77                                       | 475     | 2003-виробляється |
| 20-35 мм                  | f/2.8       | -   | -                 |         | -  | -   | 50      | 0,09                   | 72                                       | 570     | 1989-1996         |
| 20-35 мм                  | f/3.5-4.5   | USM | -                 | -       | -  | -   | 34      | 0,13                   | 77                                       | 340     | 1993-2007         |
| 22-55 мм                  | f/4-5.6     | USM | -                 | -       | -  | -   | 35      | 0,2                    | 58                                       | 175     | 1998-             |
| 24-70 мм                  | f/2.8       | USM | -                 |         | -  | -   | 38      | 0,29                   | 77                                       | 950     | 2002-2012         |
| 24-70 мм (II)             | f/2.8       | USM | -                 |         | -  | -   | 38      | 0,21                   | 82                                       | 805     | 2012-виробляється |
| 24-70 мм                  | f/4.0       | USM | IS                |         | -  | -   | 38 (20) | 0,21 (макро 0.7)       | 77                                       | 600     | 2012-виробляється |
| 24-85 мм                  | f/3.5-4.5   | USM | -                 | -       | -  | -   | 50      | 0,16                   | 67                                       | 380     | 1996-2008         |
| 24-105 мм                 | f/4         | USM | IS                |         | -  | -   | 45      | 0,23                   | 77                                       | 670     | 2005-2016         |
| 24-105 мм (II)            | f/4         | USM | IS                |         | -  | -   | 45      | 0,24 (на 105 мм)       | 77                                       | 795     | 2016-виробляється |
| 24-105 мм                 | f/3.5-5.6   | -   | IS                | -       | -  | STM | 40      | 0,3 (на 105 мм)        | 77                                       | 525     | 2014-виробляється |
| 28-70 мм                  | f/2.8       | USM | -                 |         | -  | -   | 50      | 0,18                   | 77                                       | 880     | 1993-2002         |
| 28-70 мм                  | f/3.5-4.5   | -   | -                 | -       | -  | -   | 39      | 0,22                   | 52                                       | 300     | 1987-1988         |
| 28-70 мм (II)             | f/3.5-4.5   | -   | -                 | -       | -  | -   | 39      | 0,22                   | 52                                       | 285     | 1988-1991         |
| 28-80 мм                  | f/2.8-4     | USM | -                 |         | -  | -   | 50      | 0,2                    | 72                                       | 945     | 1989-1993         |
| 28-80 мм                  | f/3.5-5.6   | -   | -                 | -       | -  | -   | 38      | 0,26                   | 58                                       | 200     | 1996-1999         |
| 28-80 мм (II)             | f/3.5-5.6   | -   | -                 | -       | -  | -   | 38      | 0,26                   | 58                                       | 200     | 1999-             |
| 28-80 мм                  | f/3.5-5.6   | USM | -                 | -       | -  | -   | 50      | 0,18                   | 58                                       | 330     | 1991-1993         |
| 28-80 мм (II)             | f/3.5-5.6   | USM | -                 | -       | -  | -   | 38      | 0,26                   | 58                                       | 200     | 1993-1995         |
| 28-80 мм (III)            | f/3.5-5.6   | USM | -                 | -       | -  | -   | 38      | 0,26                   | 58                                       | 205     | 1995-1996         |
| 28-80 мм (IV)             | f/3.5-5.6   | USM | -                 | -       | -  | -   | 38      | 0,26                   | 58                                       | 200     | 1996-1999         |
| 28-80 мм (V)              | f/3.5-5.6   | USM | -                 | -       | -  | -   | 38      | 0,26                   | 58                                       | 200     | 1999-2000(?)      |
| 28-90 мм                  | f/4-5.6     | USM | -                 | -       | -  | -   | 38      | 0,3                    | 58                                       | 190     | 2000-2002         |
| 28-90 мм (II)             | f/4-5.6     | USM | -                 | -       | -  | -   | 38      | 0,3                    | 58                                       | 190     | 2002-             |
| 28-90 мм                  | f/4-5.6     | -   | -                 | -       | -  | -   | 38      | 0,3                    | 58                                       | 180     | 2000-2003         |
| 28-90 мм (II)             | f/4-5.6     | -   | -                 | -       | -  | -   | 38      | 0,3                    | 58                                       | 180     | 2003-2004         |
| 28-90 мм (III)            | f/4-5.6     | -   | -                 | -       | -  | -   | 38      | 0,3                    | 58                                       | 190     | 2004-             |
| 28-105 мм                 | f/3.5-4.5   | USM | -                 | -       | -  | -   | 50      | 0,19                   | 58                                       | 375     | 1992-2000         |
| 28-105 мм (II)            | f/3.5-4.5   | USM | -                 | -       | -  | -   | 50      | 0,19                   | 58                                       | 375     | 2000-2010         |
| 28-105 мм                 | f/4-5.6     | -   | -                 | -       | -  | -   | 48      | 0,19                   | 58                                       | 210     | 2002-             |
| 28-105 мм                 | f/4-5.6     | USM | -                 | -       | -  | -   | 48      | 0,19                   | 58                                       | 210     | 2002-             |
| 28-135 мм                 | f/3.5-5.6   | USM | IS                | -       | -  | -   | 50      | 0,19                   | 77                                       | 549     | 1998-2016         |
| 28-200 мм                 | f/3.5-5.6   | USM | -                 | -       | -  | -   | 45      | 0,28                   | 72                                       | 500     | 2000-2010         |
| 28-200 мм                 | f/3.5-5.6   | -   | -                 | -       | -  | -   | 45      | 0,28                   | 72                                       | 495     | 2000-             |
| 28-300 мм                 | f/3.5-5.6   | USM | IS                |         | -  | -   | 70      | 0,06-0,3               | 77                                       | 1640    | 2004-виробляється |
| 35-70 мм                  | f/3.5-4.5   | -   | -                 | -       | -  | -   | 39      | 0,2                    | 52                                       | 245     | 1987-             |
| 35-70 мм                  | f/3.5-4.5 A | -   | -                 | -       | -  | -   | 39      | 0,2                    | 52                                       | 230     | 1988-             |
| 35-80 мм                  | f/4-5.6     | -   | -                 | -       | -  | -   | 37      | 0,25                   | 52                                       | 180     | 1990-1993         |
| 35-80 мм                  | f/4-5.6 PZ  | -   | -                 | -       | -  | -   | 50      | 0,18                   | 52                                       | 205     | 1990-             |
| 35-80 мм (II)             | f/4-5.6     | -   | -                 | -       | -  | -   | 38      | 0,25                   | 52                                       | 170     | 1993-1995         |
| 35-80 мм (III)            | f/4-5.6     | -   | -                 | -       | -  | -   | 40      | 0,23                   | 52                                       | 175     | 1995-             |
| 35-80 мм                  | f/4-5.6     | USM | -                 | -       | -  | -   | 38      | 0,25                   | 52                                       | 170     | 1992-             |
| 35-105 мм                 | f/3.5-4.5   | -   | -                 | -       | -  | -   | 85      | 0,16                   | 58                                       | 400     | 1987-1991         |
| 35-105 мм                 | f/4.5-5.6   | -   | -                 | -       | -  | -   | 85      | 0,16                   | 58                                       | 280     | 1991-1992         |
| 35-105 мм                 | f/4.5-5.6   | USM | -                 | -       | -  | -   | 85      | 0,16                   | 58                                       | 280     | 1992-             |
| 35-135 мм                 | f/3.5-4.5   | -   | -                 | -       | -  | -   | 95      | 0,18                   | 58                                       | 475     | 1988-1990         |
| 35-135 мм                 | f/4-5.6     | USM | -                 | -       | -  | -   | 75      | 0,15                   | 58                                       | 425     | 1990-1997         |
| 35-350 мм                 | f/3.5-5.6   | USM | -                 |         | -  | -   | 60      | 0,25                   | 72                                       | 1385    | 1993-2004         |
| 38-76 мм                  | f/4.5-5.6   | -   | -                 | -       | -  | -   | 58      | 0,15                   | 52                                       | 155     | 1995-             |
| 50-200 мм                 | f/3.5-4.5   | -   | -                 | -       | -  | -   | 120     | 0,23                   | 58                                       | 690     | 1987-             |
| 50-200 мм                 | f/3.5-4.5   | -   | -                 |         | -  | -   | 120     | 0,23                   | 58                                       | 695     | 1988-1989         |
| 55-200 мм                 | f/4.5-5.6   | USM | -                 | -       | -  | -   | 120     | 0,21                   | 52                                       | 310     | 1998-2003         |
| 55-200 мм (II)            | f/4.5-5.6   | USM | -                 | -       | -  | -   | 120     | 0,21                   | 52                                       | 310     | 2003-2007         |
| 70-200 мм                 | f/2.8       | USM | IS                |         | -  | -   | 140     | 0,17                   | 77                                       | 1590    | 2001-2010         |
| 70-200 мм (II)            | f/2.8       | USM | IS                |         | -  | -   | 120     | 0,21                   | 77                                       | 1490    | 2010-2018         |
| 70-200 мм (III)           | f/2.8       | USM | IS                |         | -  | -   | 120     | 0,21                   | 77                                       | 1480    | 2018-виробляється |
| 70-200 мм                 | f/2.8       | USM | -                 |         | -  | -   | 150     | 0,16                   | 77                                       | 1310    | 1995-виробляється |
| 70-200 мм                 | f/4         | USM | IS                |         | -  | -   | 120     | 0,21                   | 67                                       | 760     | 2006-2018         |
| 70-200 мм (II)            | f/4         | USM | IS                |         | -  | -   | 100     | 0,27                   | 72                                       | 780     | 2018-виробляється |
| 70-200 мм                 | f/4         | USM | -                 |         | -  | -   | 120     | 0,21                   | 67                                       | 705     | 1999-2020         |
| 70-210 мм                 | f/3.5-4.5   | USM | -                 | -       | -  | -   | 120     | 0,17                   | 58                                       | 550     | 1990-1998(?)      |
| 70-210 мм                 | f/4         | -   | -                 | -       | -  | -   | 120     | 0,24                   | 58                                       | 605     | 1987-1990(?)      |
| 70-300 мм                 | f/4.5-5.6   | USM | IS                | -       | DO | -   | 140     | 0,06-0,19              | 58                                       | 720     | 2004-             |
| 70-300 мм                 | f/4-5.6     | USM | IS                | -       | -  | -   | 150     | 0,26                   | 58                                       | 630     | 2005-2016(?)      |
| 70-300 мм (II)            | f/4-5.6     | USM | IS                | -       | -  | -   | 120     | 0,25                   | 67                                       | 710     | 2016-виробляється |
| 70-300 мм                 | f/4-5.6     | USM | IS                |         | -  | -   | 120     | 0,21                   | 67                                       | 1050    | 2010-виробляється |
| 75-300 мм                 | f/4-5.6     | -   | -                 | -       | -  | -   | 150     | 0,25                   | 58                                       | 500     | 1991-1995         |
| 75-300 мм (II)            | f/4-5.6     | -   | -                 | -       | -  | -   | 150     | 0,25                   | 58                                       | 480     | 1995-1999         |
| 75-300 мм                 | f/4-5.6     | USM | -                 | -       | -  | -   | 150     | 0,13                   | 58                                       | 495     | 1992-1995         |
| 75-300 мм                 | f/4-5.6     | USM | IS                | -       | -  | -   | 150     | 0,25                   | 58                                       | 650     | 1995-2005         |
| 75-300 мм (II)            | f/4-5.6     | USM | -                 | -       | -  | -   | 150     | 0,25                   | 58                                       | 480     | 1995-1999         |
| 75-300 мм (III)           | f/4-5.6     | -   | -                 | -       | -  | -   | 150     | 0,25                   | 58                                       | 480     | 1999-виробляється |
| 75-300 мм (III)           | f/4-5.6     | USM | -                 | -       | -  | -   | 150     | 0,25                   | 58                                       | 480     | 1999-виробляється |
| 80-200 мм                 | f/2.8       | -   | -                 |         | -  | -   | 180     | 0,13                   | 72                                       | 1330    | 1989-1996         |
| 80-200 мм                 | f/4.5-5.6   | -   | -                 | -       | -  | -   | 150     | 0,16                   | 52                                       | 275     | 1990-             |
| 80-200 мм                 | f/4.5-5.6   | USM | -                 | -       | -  | -   | 150     | 0,16                   | 52                                       | 260     | 1992-             |
| 80-200 мм (II)            | f/4.5-5.6   | -   | -                 | -       | -  | -   | 150     | 0,16                   | 52                                       | 250     | 1995-             |
| 90-300 мм                 | f/4.5-5.6   | -   | -                 | -       | -  | -   | 150     | 0,25                   | 58                                       | 420     | 2003-             |
| 90-300 мм                 | f/4.5-5.6   | USM | -                 | -       | -  | -   | 150     | 0,25                   | 58                                       | 420     | 2002-             |
| 100-200 мм                | f/4.5 A     | -   | -                 | -       | -  | -   | 190     | 0,13                   | 58                                       | 520     | 1988-             |
| 100-300 мм                | f/4.5-5.6   | USM | -                 | -       | -  | -   | 150     | 0,2                    | 58                                       | 540     | 1990-2008         |
| 100-300 мм                | f/5.6       | -   | -                 | -       | -  | -   | 200     | 0,26                   | 58                                       | 685     | 1987-1990(?)      |
| 100-300 мм                | f/5.6       | -   | -                 |         | -  | -   | 150     | 0,26                   | 58                                       | 695     | 1987-2000         |
| 100-400 мм                | f/4.5-5.6   | USM | IS                |         | -  | -   | 180     | 0,2                    | 77                                       | 1360    | 1998-2014         |
| 100-400 мм (II)           | f/4.5-5.6   | USM | IS                |         | -  | -   | 98      | 0,31                   | 77                                       | 1570    | 2014-виробляється |
| 200-400 мм (extender 1.4) | f/4         | USM | IS                |         | -  | -   | 200     | 0,15 (0,21 с экст.)    | 52 (вст.)                                | 3620    | 2013-виробляється |
| Фокусна відстань          | Діафрагма   | USM | Стабілізатор (IS) | L-серія | DO | STM | МДФ, см | Макс. збільшення, крат | {\displaystyle \varnothing } фільтра, мм | Вага, г | Роки виробництва  |

### Об'єктиви з механізмом нахилу та зсуву (TS-E).
| Фокусна відстань | Діафрагма | Макрорежим | L-серія | МДФ, см | Макс. збільшення, крат | {\displaystyle \varnothing } фільтра, мм | Вага, г | Роки виробництва   |
| 17 мм            | f/4       | -          |         | 25      | 0,14                   | -                                        | 820     | 2009- виробляється |
| 24 мм            | f/3.5     | -          |         | 30      | 0,14                   | 72                                       | 570     | 1991-2009          |
| 24 мм (ІІ)       | f/3.5     | -          |         | 21      | 0,34                   | 82                                       | 780     | 2009- виробляється |
| 45 мм            | f/2.8     | -          | -       | 40      | 0,16                   | 72                                       | 645     | 1991-2017          |
| 50 мм            | f/2.8     | macro      |         | 27,3    | 0,5                    | 77                                       | 945     | 2017- виробляється |
| 90 мм            | f/2.8     | -          | -       | 50      | 0,29                   | 58                                       | 550     | 1991-2017          |
| 90 мм            | f/2.8     | macro      |         | 39      | 0,5                    | 77                                       | 915     | 2017- виробляється |
| 135 мм           | f/4       | macro      |         | 48,6    | 0,5                    | 82                                       | 1110    | 2017- виробляється |

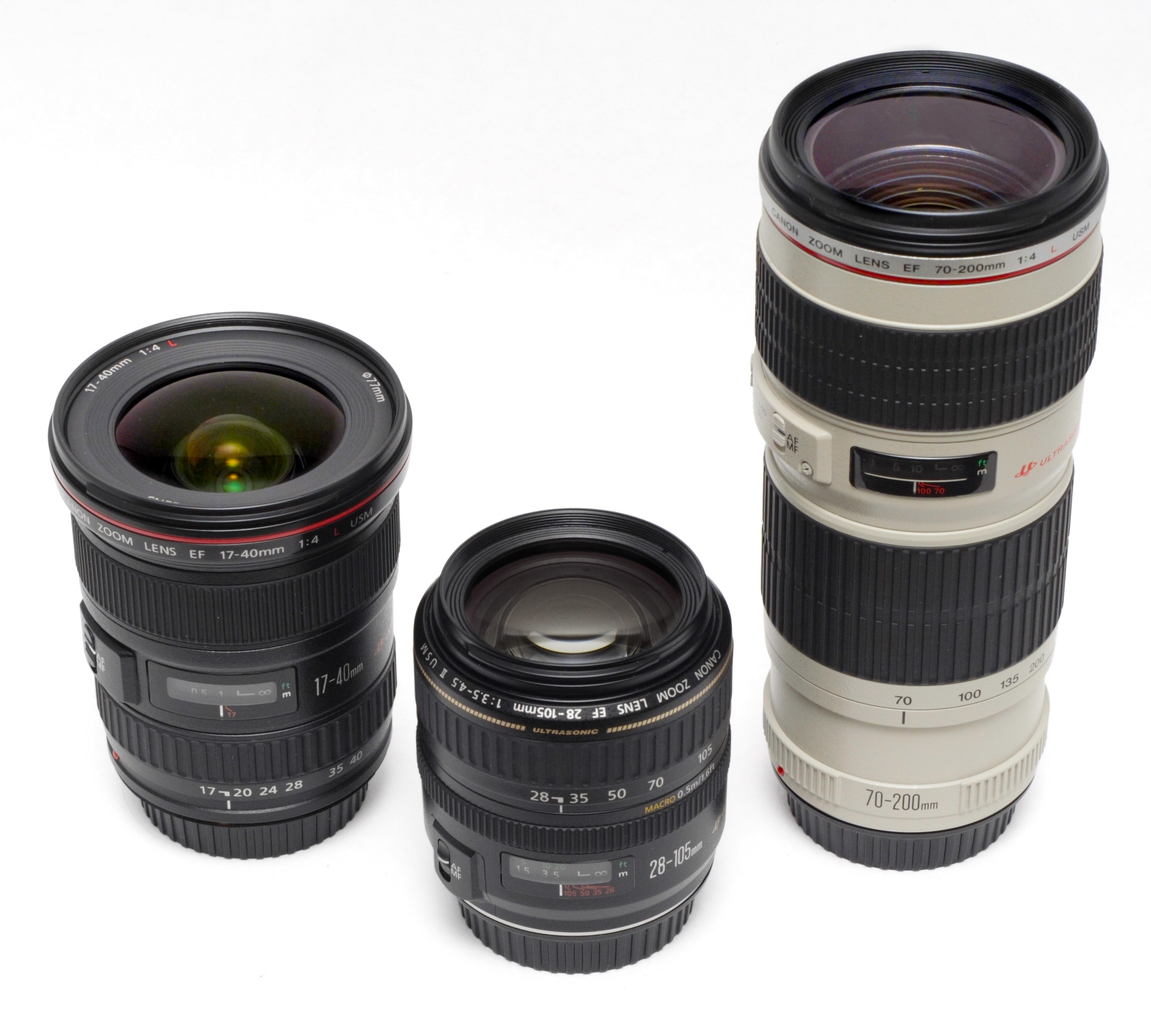
EF 17-40 f/4 L USM, EF 28-105 f/3.5-4.5 USM, EF 70-200 f/4 L USM
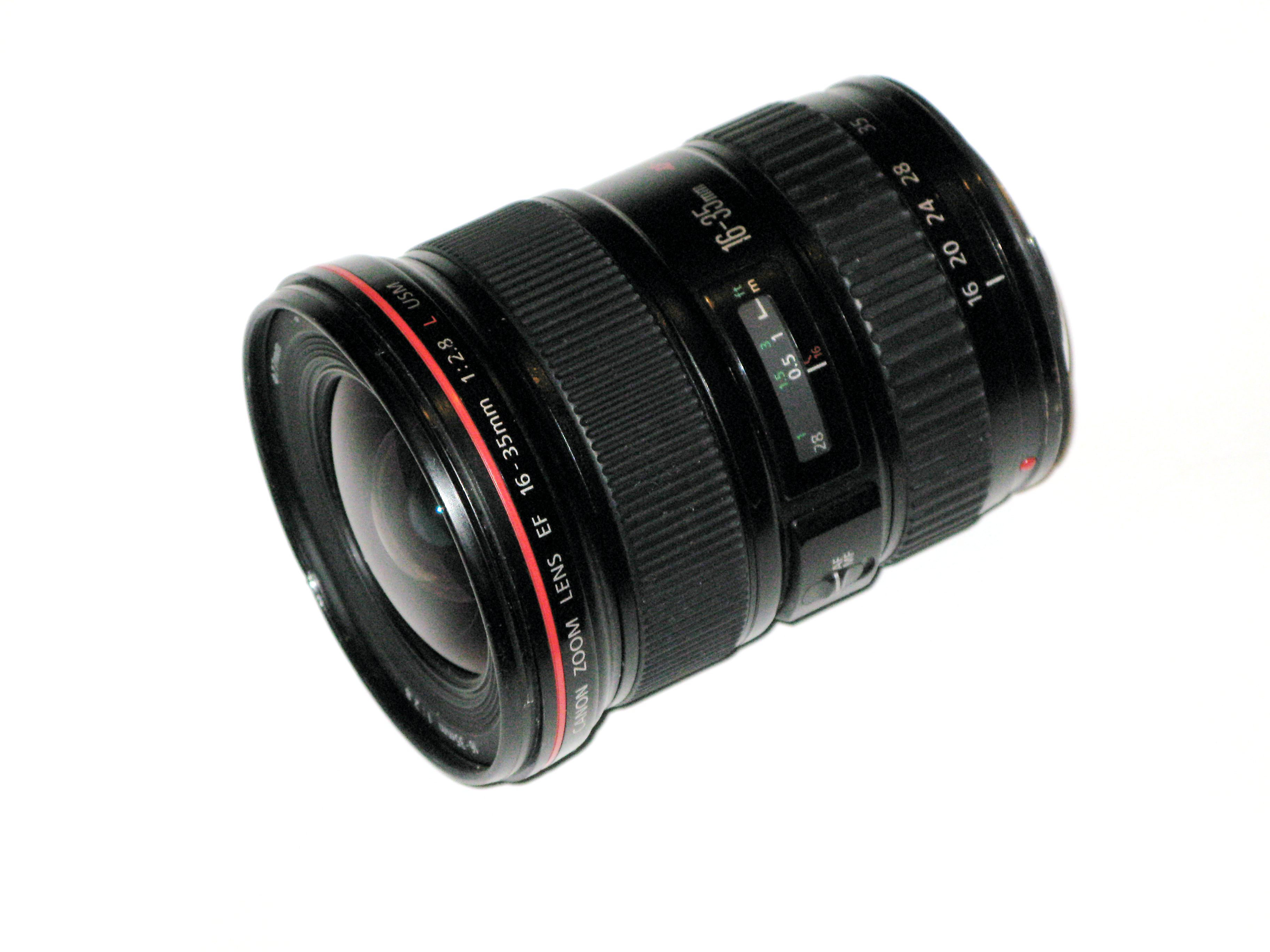
EF 16-35mm f/2.8L USM
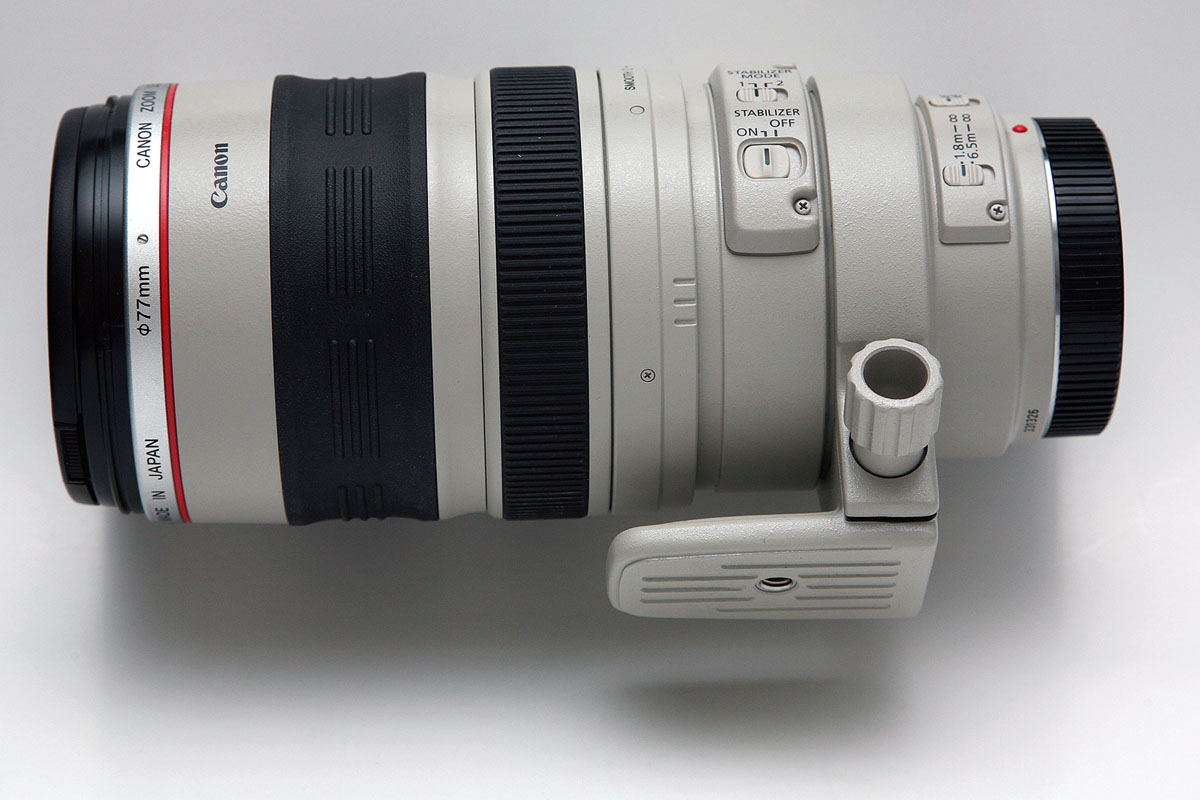
EF 100-400 мм f/4.5-5.6 L
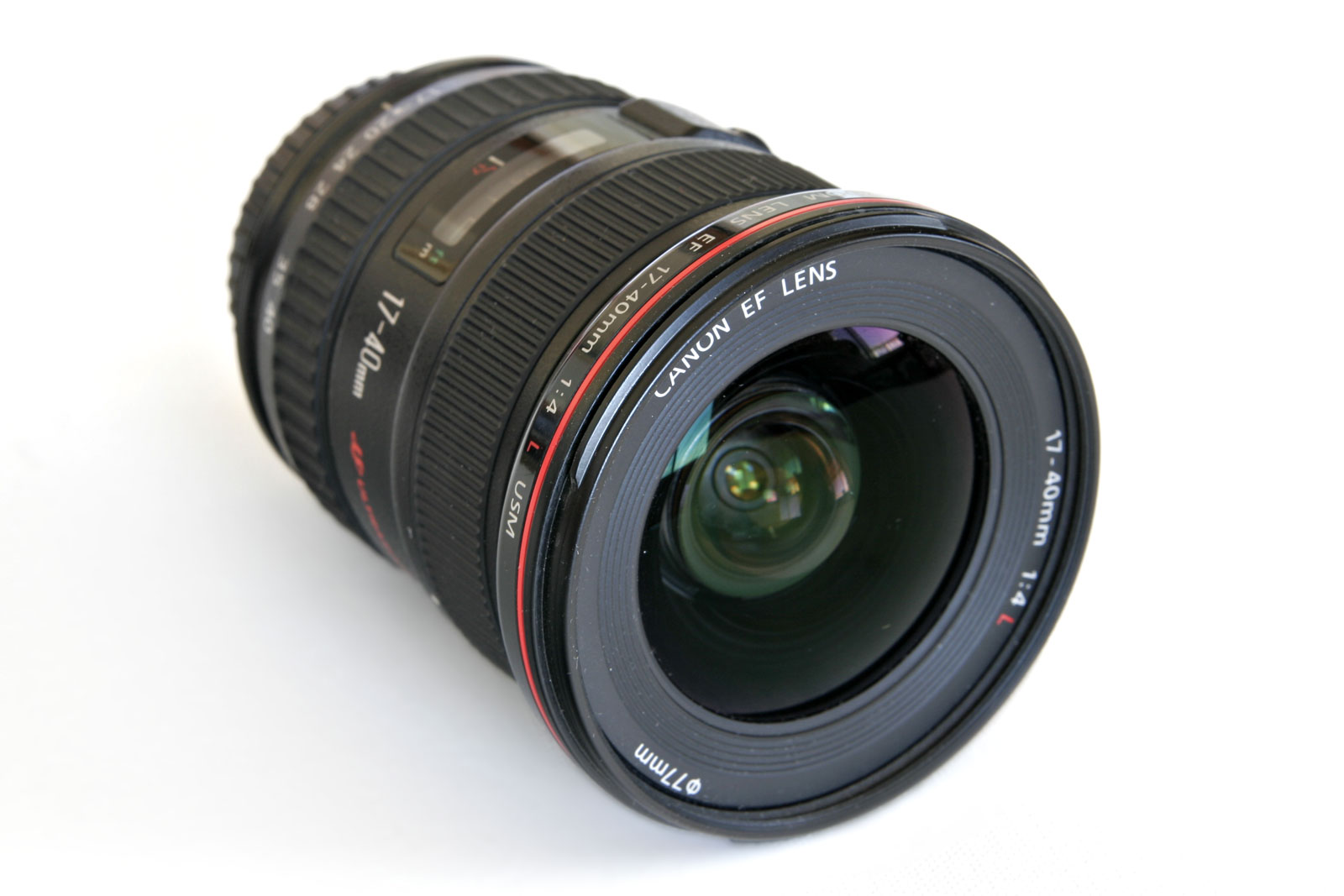
EF 17-40 мм f/4 L
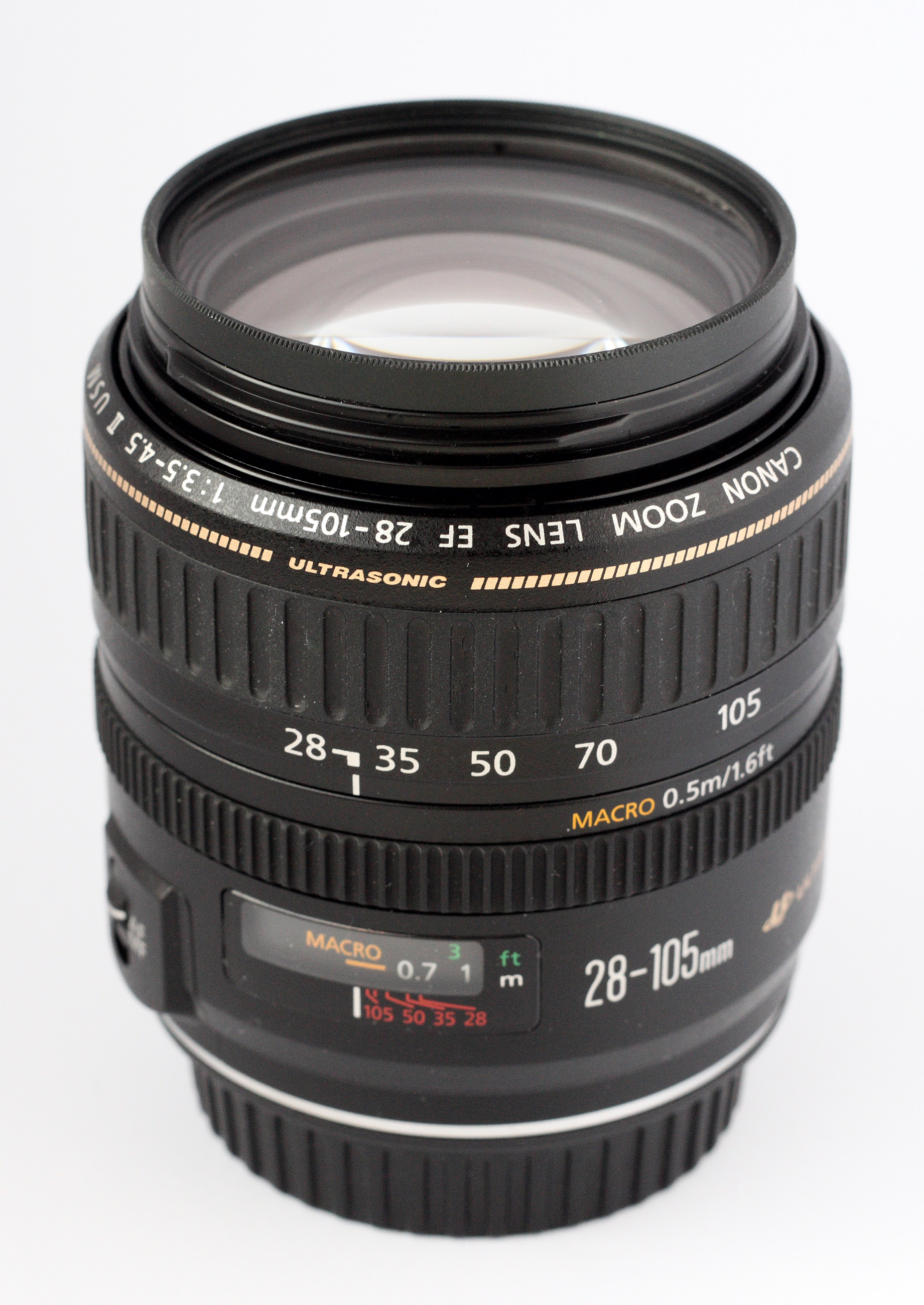
EF 28-105 мм f/3.5-4.5 USM II
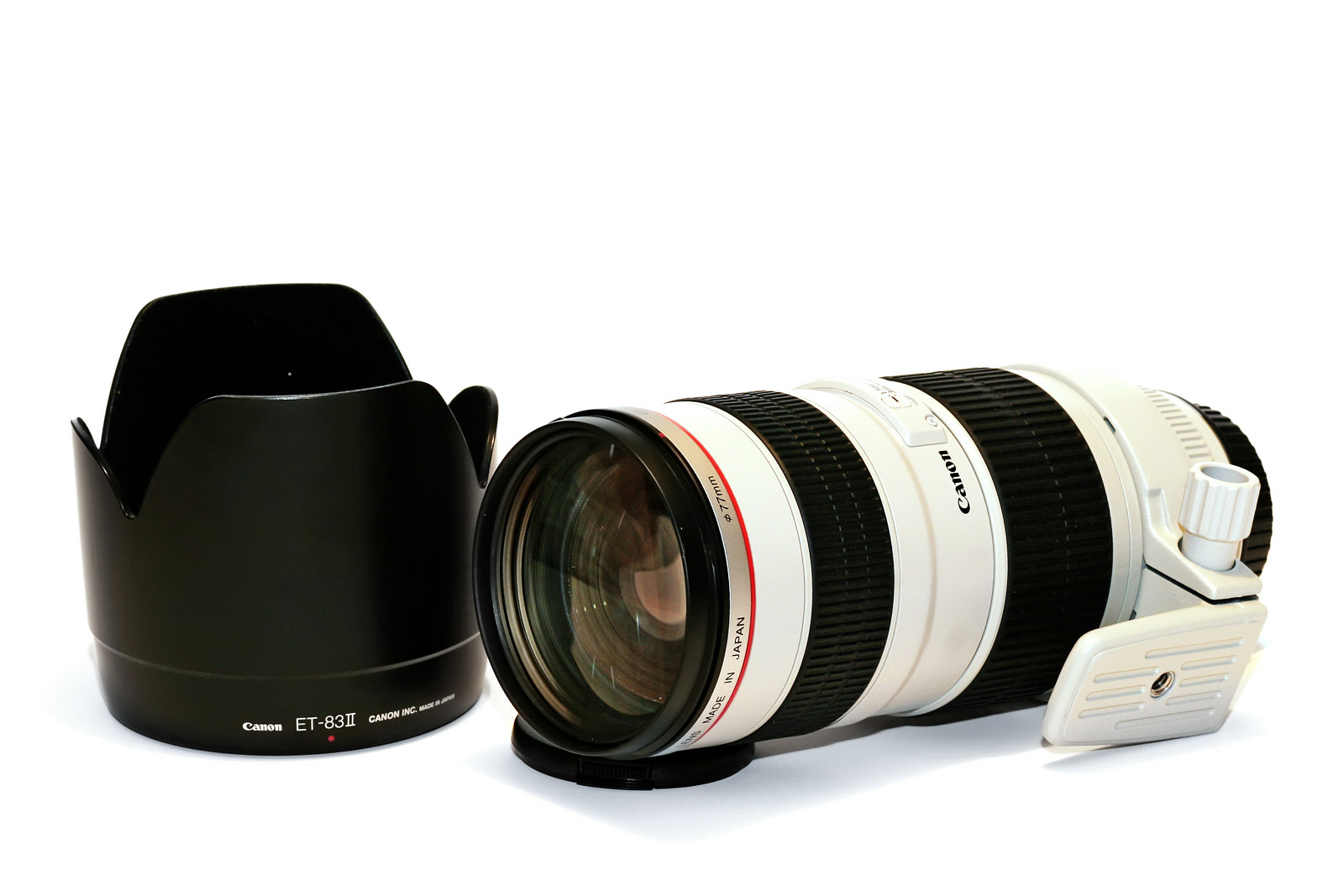
EF 70-200 мм f/2.8 L USM
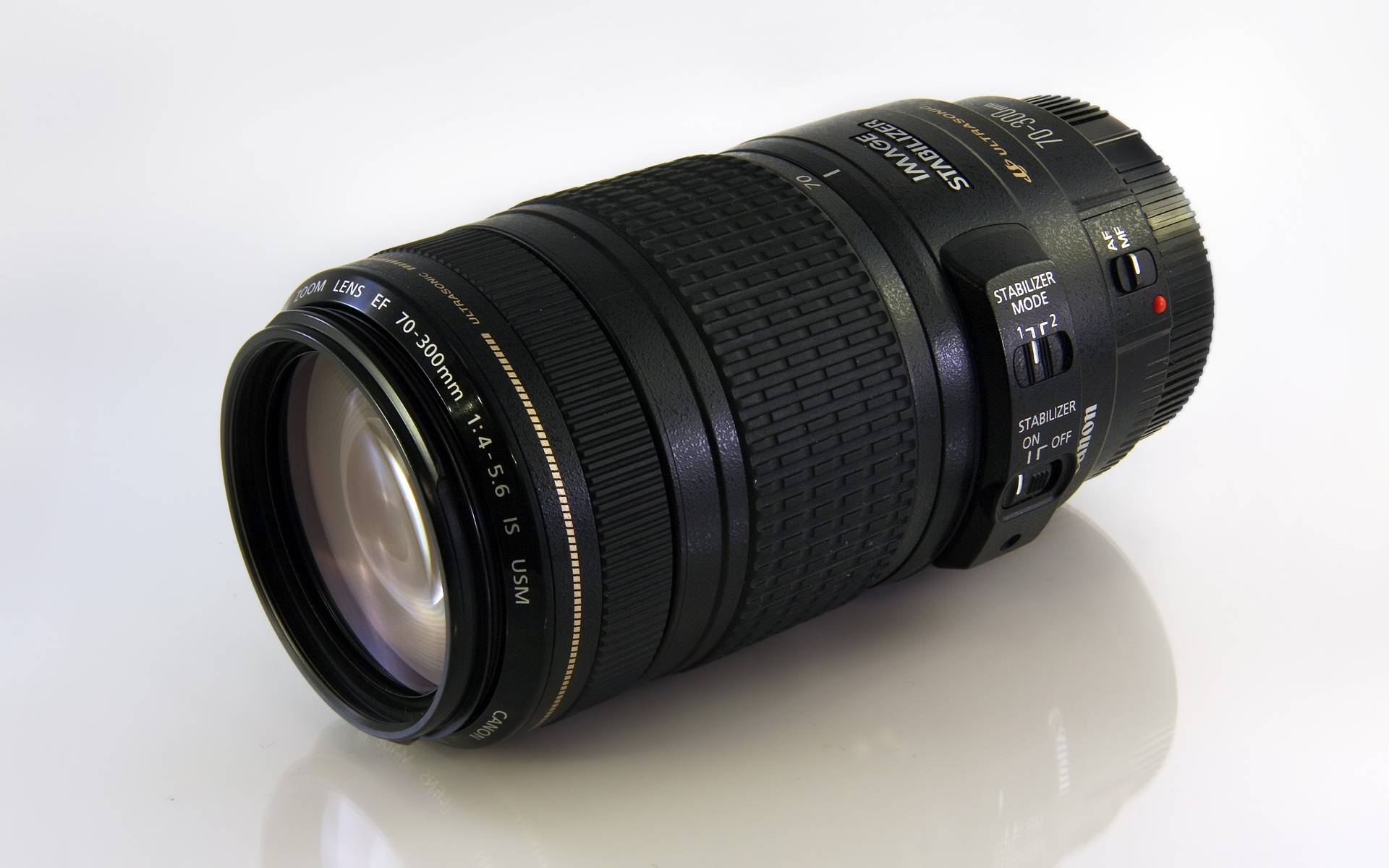
EF 70-300 мм f/4-5.6 IS USM
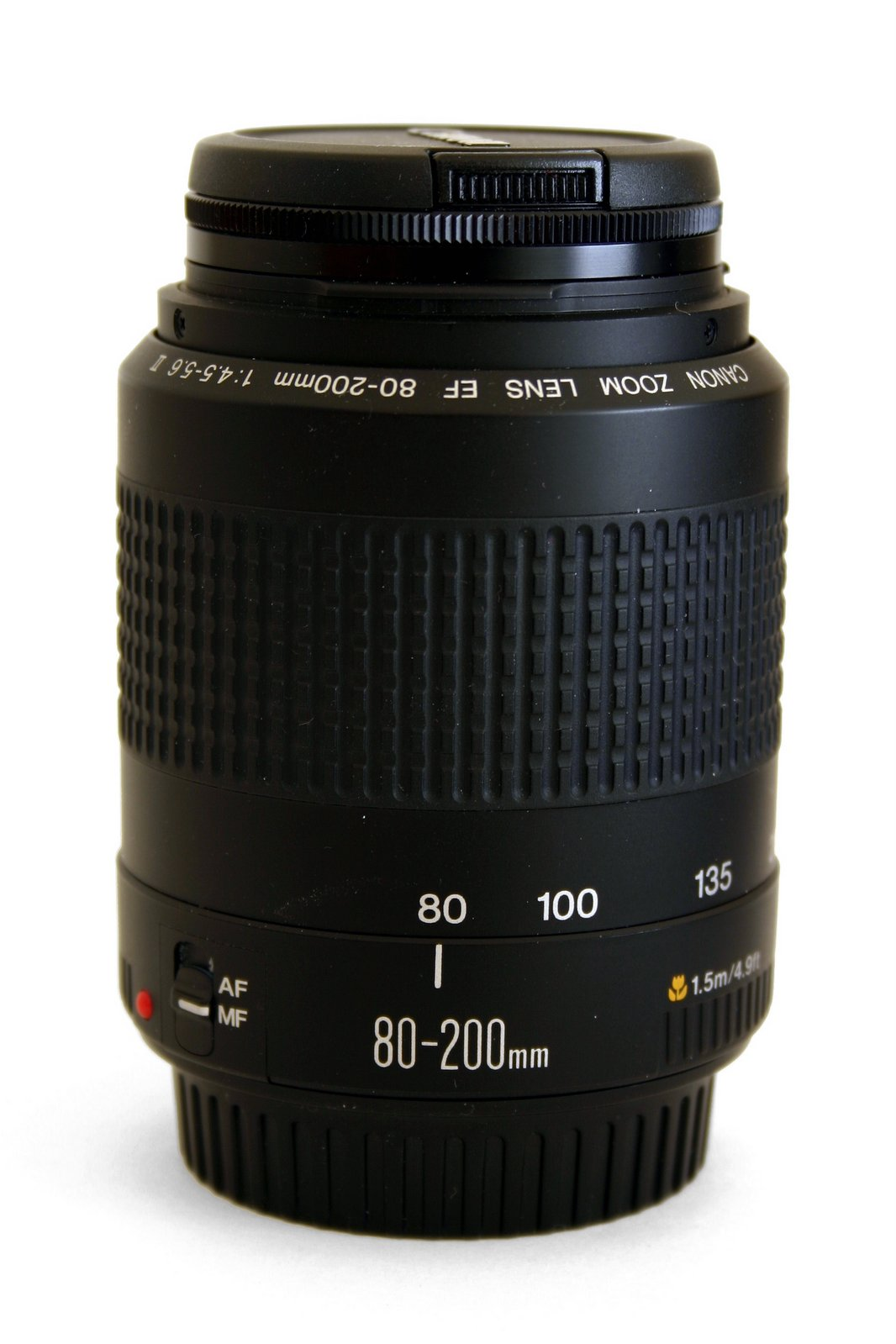
EF 80-200 f/4.5-5.6